# 杉原千畝
杉原 千畝（すぎはら ちうね、1900年〈明治33年〉1月1日 - 1986年〈昭和61年〉7月31日）は、岐阜県生まれの領事館員のち外交官（1943年）。
中学校入学までは税務官吏である父親の異動のために各地を転々とし、父親の単身赴任後は名古屋に住んで、旧名古屋古渡尋常小学校と旧第五中学校に通い、卒業後に上京して早稲田大学高等師範部英語科（現・教育学部英語英文学科）に通ったが、外務省留学生試験合格のために本科中退した。
第二次世界大戦である1939年からリトアニアのカウナス領事館に赴任していた杉原は、ナチス・ドイツの迫害によりポーランドなど欧州各地から逃れてきた難民たちの窮状に同情。1940年7月から8月29日にかけて、大量のビザ（通過査証）を発給し、根井三郎と共に日本経由で避難民を救ったことで知られる。その避難民の多くがユダヤ系であった。
閉鎖後は、チェコのプラハへ移動し、1941年から終戦までルーマニアのブカレスト公使館で勤務した。大戦終結時の1945年からブカレスト郊外の捕虜収容所に入れられ、1947年4月に日本へ帰国した。
「東洋のシンドラー」などとも呼ばれる。

## 生涯

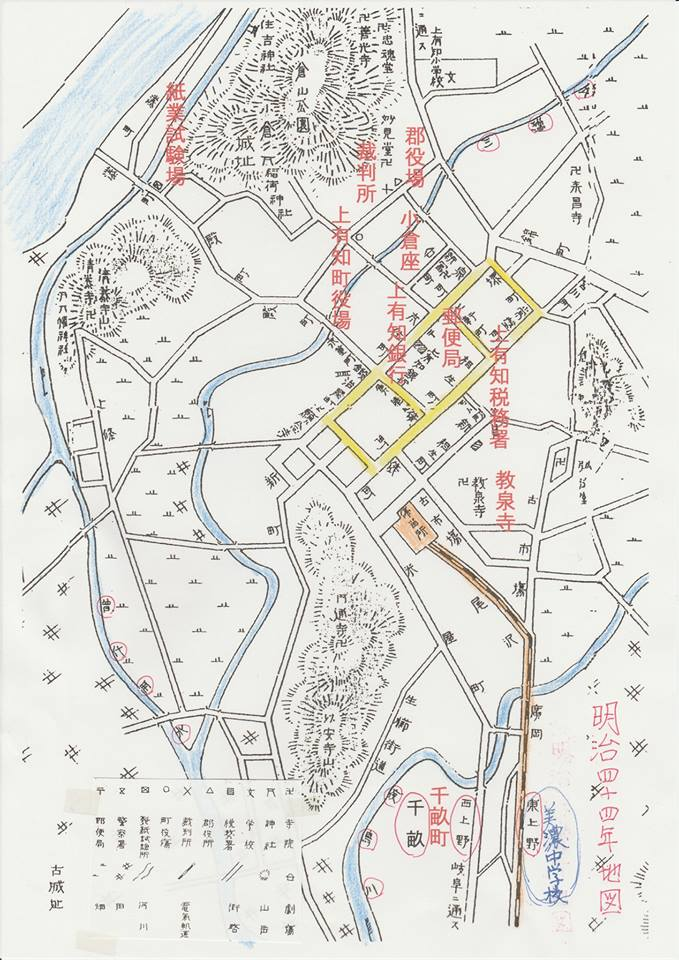
岐阜県武儀郡上有知町地図（明治44年/1911年）

### 税務官吏の息子として転居生活
岐阜県武儀郡上有知町（こうずちちょう、現在の美濃市）に父・杉原好水（日露戦争から無事帰ったのを祝って岩井姓から自分で変えた）と母・やつ（旧姓：岩井）の次男として誕生する。父・好水（よしみ）は税務官吏で、上有知町の税務署に勤めていた。一家は、近くの仏教寺である教泉寺の借間に住んでいた。同寺は高台にあって見晴らしが良く、眼下に(字) 千畝の広大な畑が見えた。
1901年（明治34年）父の上有知税務署勤務により同地に継続して居住する。1903年（明治36年）福井県丹生郡朝日村（現・福井県丹生郡越前町）へ転居する。1904年（明治37年）三重県四日市市へ転居する。1905年（明治38年）10月25日、岐阜県恵那郡中津町（現・岐阜県中津川市）へ転居する。1906年（明治39年）4月2日、中津尋常高等小学校（現・中津川市立南小学校）へ入学する。1907年（明治40年）3月31日、三重県桑名郡桑名町第一尋常小学校（現・桑名市立日進小学校）へ転校。
父親の単身赴任・名古屋市時代
同年12月に父が韓国統監府の聘用のため単身赴任。その後、名古屋古渡尋常小学校（現・名古屋市立平和小学校）へ転校する。1909年（明治42年）3月1日、愛知県から「操行善良学力優等」により表彰される。
1912年（明治45年）、名古屋古渡尋常小学校を全甲（現在の「オール5」）の優秀な成績で卒業後、作家の江戸川乱歩と入れ違いに旧制愛知県立第五中学校（現・愛知県立瑞陵高等学校、場所は現・名古屋市立瑞穂ヶ丘中学校）に入学。
高卒後・英語学科へ
同校卒業後、当時日本統治下の朝鮮の京城に赴任していた父は、千畝が京城医学専門学校（現・ソウル大学校医科大学）に進学して医師になることを望んでいた。千畝の甥にあたる杉原直樹によれば、千畝の父の名は、初め「三五郎」（みつごろう）であったが、自分の命を救ってくれた杉原纐纈（こうけつ）という医師の名前から「好水」（こうすい）という音韻の類似した名前に改名し、これを「よしみ」と読んだという。父・好水が医師という職業を千畝に強く薦めたのにはこうした背景がある。
しかし、医師になるのが嫌だった千畝は、京城医専の入試では白紙答案を提出して弁当だけ食べて帰宅した。当初、英語を学び英語教師になるつもりだった千畝は、父の意に反して、1918年（大正7年）4月に早稲田大学高等師範部英語科（現・早稲田大学教育学部英語英文学科）の予科に入学。ペンの先に小さなインク壺を紐で下げて、耳にはさんで登校していた逸話が残る。千畝自身の説明では、「破れた紋付羽織にノート二三冊を懐にねじ込んで、ペンを帽子に挟んで豪傑然と肩で風を切って歩くのが何より愉快」と多少修正されるが、バンカラな校風で知られた昔の早稲田大学でも珍しい奇天烈な格好で通学していた。独特のペン携帯の流儀から、学友に「変わった人間」（ドイツ語で“Spinner”）と笑われても、「これならどこででも書くことができる。合理的だよ」と平然としていたという。しかし、実際は授業中ほとんどノートをとらず、講義内容を全て暗記していた。
外務省留学生試験との出合い
父の意に反した進学だったため仕送りもなく、早朝の牛乳配達など複数のアルバイトを掛け持ちしていたが、米騒動が起こりアルバイト先が次々と倒産していき、学費と生活費をまかなうことはできなかった。ある日、千畝は図書館で偶然目にした地方紙の掲示（大正8年5月23日付の「官報」第2039号）により、外務省留学生試験の存在を知る。受験資格は旧制中学卒業以上の満18歳から25歳の者であったが、研究社の受験雑誌『受驗と學生』（大正9年4月号）に掲載された千畝自身の受験体験記によると、受験科目は、法学・経済・国際法と外国語2ヵ国語と、旧制中学の学修内容とはかけ離れていたため、千畝のような大学在籍者や旧制高校修了者にとっては有利であった。千畝は大学の図書館にこもり、連日ロンドンタイムズ、デイリーメールの両紙をはじめ、米国発行の数雑誌を片端から全速力で閲覧するなど猛勉強の末、「日支両国の将来」に関する論述や「英国下院に於ける外務次官ハームウォーズの独軍撤退に関する演説」の英文和訳などの難問を制して合格した。

### 満洲国外交部
1919年（大正8年）11月、早稲田大学を中途退学し、外務省の官費留学生となった。この官費留学生の募集では、英独仏語の講習生募集は行われず、英語で受験した千畝は当初スペイン語の講習を希望していたが、今後のロシア語の重要性を説く試験監督官の勧めでロシア語講習生となった。官費留学生として中華民国のハルピンに派遣され、ハルピン学院で聴講生としてロシア語を学んだ。ハルピン学院の学生の過半数は、外務省や満鉄、あるいは出身県の給費留学生であった。当時の千畝は、三省堂から刊行されていたコンサイスの露和辞典を二つに割って左右のポケットに一つずつ入れ、寸暇を惜しんで単語を一ページずつ暗記しては破り捨てていくといった特訓を自分に課していたという。
1920年（大正9年）12月から1922年（大正11年）3月まで朝鮮に駐屯の陸軍歩兵第79連隊に入営（一年志願兵）。最終階級は陸軍少尉。1923年（大正12年）3月、満洲里（領事館）へ転学命令。満洲里領事代理の考査では、ロシア語の総合点は100点満点の90点であった。「一、二年前の卒業任官の留学生と比較するも遜色なし。むしろ正確優秀」という折り紙つきの評価を受け、生徒から教員として教える方に転じる。1924年（大正13年）に外務省書記生として採用され、外務書記生の身分のまま母校・ハルビン学院でロシア語講師を務めることになった千畝は、ロシア語文法・会話・読解、ソ連の政治・経済および時事情勢などの講義を担当した。
1930年（昭和5年）に日露協会学校を卒業した佐藤四郎（哈爾濱学院同窓会会長）は、「ドブラエ・ウートラ」（おはよう）と一言挨拶すると、謄写版刷りのソビエト連邦の新聞記事を生徒たちに配布して流暢なロシア語で読み上げ解説する青年教師の千畝を回顧している。佐藤は「ロシア語の力は、日本人講師でずば抜けていた」と証言している。
1926年（大正15年）、600ページあまりにわたる報告書『ソヴィエト聯邦國民經濟大觀』を書き上げ、
高い評価を外務省から受け、26歳の若さにして、ロシア問題のエキスパートとして頭角をあらわす。
1932年（昭和7年）3月、事実上の日本の傀儡国家として満洲国の建国が宣言され、ハルビンの日本総領事館にいた千畝は、上司の大橋忠一総領事の要請で満洲国政府の外交部に出向。1933年（昭和8年）、満洲国外交部の書記官としてソ連との北満洲鉄道（東清鉄道）譲渡交渉に携わる。満洲国外交部は、鉄道および付帯施設の周到な調査をソ連側に提示した。ソ連側は譲渡の代償として当初は荒唐無稽な6億2,500万円を要求し、満洲国は5000万円を提示していたが、譲渡の代償として1億4,000万円とソ連側従業員の退職金3000万円を満洲国が負担することで北満鉄道讓渡協定が締結され、東清鉄道は満洲国に買収された。ソ連側の提示額は当時の日本の国家予算の一割強に値するものであり、杉原らによる有利な譲渡協定の締結は外交的勝利であった。外務省人事課で作成した文書には、杉原に関して「外務省書記生たりしか滿州國成立と共に仝國外交部に入り政務司俄國課長として北鐵譲渡交渉に有力なる働をなせり」という記述が見られる。
ところが、日本外交きっての「ロシア通」という評価を得て間もなく、1935年（昭和10年）には満洲国外交部を退官。満洲赴任時代、1924年（大正13年）に白系ロシア人のクラウディア・セミョーノヴナ・アポロノワと結婚していたが、1935年（昭和10年）に離婚。この在満の時期に、千畝は正教会の洗礼を受けた。正教徒としての聖名（洗礼名）は「セルゲイ・パヴロヴィチ」である。
このハルビン在職期に千畝は、有名なシモン・カスペ殺害事件など、ユダヤ人や中国人の富豪の誘拐・殺害事件を身近で体験することになった。これらの事件の背後には、関東軍に後援された、白系ロシア人のファシスト組織があった。
千畝は、破格の金銭的条件で関東軍の橋本欣五郎から間諜（スパイ）になるよう強要されたが、これを拒否。千畝自身の言葉によれば「驕慢、無責任、出世主義、一匹狼の年若い職業軍人の充満する満洲国への出向三年の宮仕えが、ホトホト厭」になって外交部を辞任した。
かつてリットン調査団へのフランス語の反駁文を起草し、日本の大陸進出に疑問を持っていなかった千畝は、この頃から「大日本帝国の軍国主義」を冷ややかな目で見るようになる。千畝の手記には「当時の日本では、既に軍人が各所に進出して横暴を極めていたのであります。私は元々こうした軍人のやり方には批判的であり、職業軍人に利用されることは不本意ではあったが、日本の軍国主義の陰りは、その後のヨーロッパ勤務にもついて回りました」と、千畝には稀な激しい言葉が見られる。
千畝の拒絶に対し、関東軍は、前妻クラウディアが「ソ連側のスパイである」という風説を流布し、これが離婚の決定的理由になった。満洲国は建前上は独立国だったが、実質上の支配者は関東軍だったため、関東軍からの要請を断り同時に満洲国の官吏として勤務することは、事実上不可能だった。
満洲時代の蓄えは離婚の際に前妻クラウディアとその一族に渡したため、ハルビンに渡ったときと同じように、千畝はまた無一文になった。そこで、弟が協力して池袋に安い下宿先を見つけてくれた。帰国後の千畝は、知人の妹である菊池幸子と結婚し、日本の外務省に復帰するが、赤貧の杉原夫妻は、結婚式を挙げるどころか記念写真一葉撮る金銭的余裕さえなかった。
手記のなかで千畝は「この国の内幕が分かってきました。若い職業軍人が狭い了見で事を運び、無理強いしているのを見ていやになった」と述べている。ソ連と関東軍の双方から忌避された千畝は、満洲国外交部を退職した理由を尋ねられた際、関東軍の横暴に対する憤慨から「日本人は中国人に対してひどい扱いをしている。同じ人間だと思っていない。それが、がまんできなかったんだ」と幸子夫人に答えている。

### ソ連による赴任拒絶・第二次世界大戦直前のヨーロッパへ
1937年（昭和12年）にはヘルシンキの在フィンランド日本公使館に赴任する。
ちなみに千畝は当初、念願であったモスクワの在ソビエト連邦日本大使館に赴任する予定であったが、ソビエト連邦側が反革命的な白系ロシア人との親交を理由に、ペルソナ・ノン・グラータを発動して千畝の赴任を拒絶した。当時の『東京朝日新聞』（1937年3月10日付）は、「前夫人が白系露人だったと言ふに理解される」と報じた。
日本の外務省はソ連政府への抗議を続けるとともに、千畝に対する事情聴取も行い、それは『杉原通訳官ノ白系露人接触事情』という調書にまとめられた。そのなかで千畝は、「白系露人と政治的に接触したことはなく、むしろ諜報関係で情報収集のためにあえて赤系のソ連人と接触していた、そのため満洲外交部に移籍してからは、共産主義者の嫌疑をかけられ迷惑した」などと述べている。日本政府は、ライビット駐日ソ連臨時大使を呼び出して、杉原の入国拒否の理由を再三尋ね、ソ連に敵愾心を持っていた白系ロシア人との親密な関係を指摘されたが、それは具体的な証拠のないものだった。北満鉄道譲渡交渉を控えた千畝の事前調査は、それがどのような経路で行われたのかソ連側も把握できないほど周到なものだった。
ソ連が最後まで入国自体を認めなかったために、千畝は行先を近隣のヘルシンキへと変更された。バルト三国を初めとしたソ連周辺国に、千畝を含む6名ものロシア問題の専門家が同時に辞令を発令されたのは、ノモンハン事件における手痛い敗北の結果、対ソ諜報が喫緊の課題になったためであるという。
1938年（昭和13年）3月4日、杉村陽太郎・駐仏日本大使は、パリの日本大使館から、ヘルシンキに着任している「杉原通譯官ヲ至急當館ニ轉任セシメラレ」たしと直訴する、広田弘毅外務大臣への極秘電信を送った。千畝を自分の手元におきたかった杉村は、電信に「タタ發令ハ官報省報職員録ニハ一切發表セサルコト」と付記したが、広田外相は「遺憾ナカラ詮議困難ナリ」とこれを拒絶し、千畝の引き抜き作戦は失敗に帰した。というのも、千畝には、独ソ間で日本の国家存亡に係わる重大任務が待ち受けていたからである。

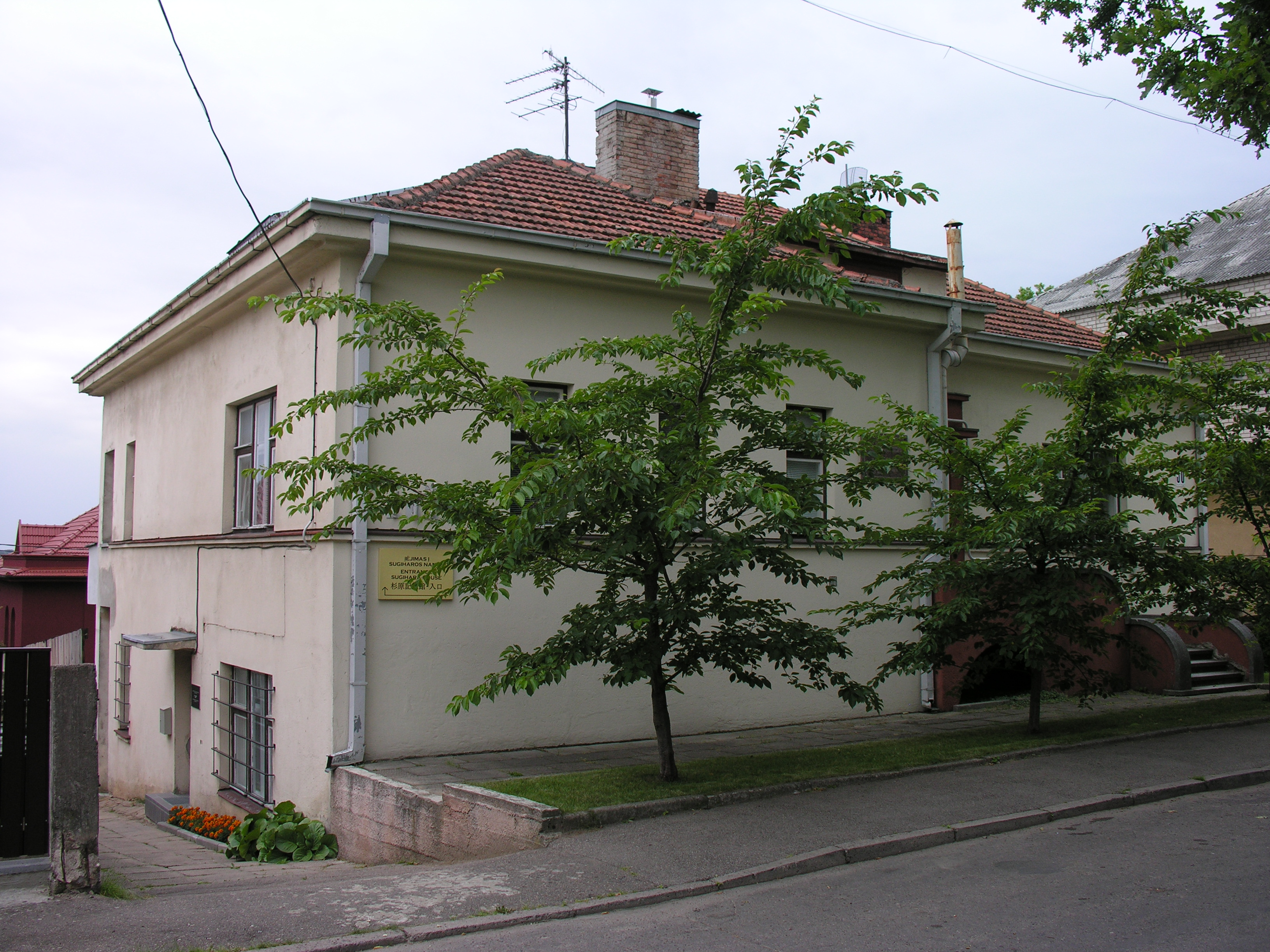
カウナスに残る旧日本領事館

1939年（昭和14年）にはリトアニア共和国の在カウナス日本領事館（1940年8月閉鎖）領事代理となり、1940年9月5日カナウス駅からドイツへの避難・プラハの領事館への転属まではリトアニアで生活した。
1939年8月28日にカウナスに着任する。着任直後の9月1日にドイツがポーランド西部に侵攻し、第二次世界大戦が始まる。独ソ不可侵条約付属秘密議定書に基づき、9月17日にソ連がポーランド東部への侵攻を開始する。10月10日、リトアニア政府は、軍事基地建設と部隊の駐留を認めることを要求したソ連の最後通牒を受諾する。1940年6月15日、ソビエト軍がリトアニアに進駐する。
杉原千畝のカウナスにおける任務の具体的内容については、1967年（昭和42年）に書かれたロシア語の書簡の冒頭で、以下のように述べられている。
日本人がほとんどいないカウナスに千畝が赴任してきたことに驚いて興味を持った地元紙『セクマディエニス』は早速領事館に取材を申し込み、「日出ずる国からの来客」「日本はどのような国か」という見出しで特集を組んだ。杉原一家の写真つきで紹介された特集記事で、「日本ではそれぞれの家に風呂があり、日本人は毎日風呂に入るというのは本当ですか」「日本の女性の地位はどうでしょうか」「女性は社会生活に参画していますか」といった質問に千畝は一つひとつ生真面目に答えた。さらに、日本における売春の実態などにも言及したほか、日本とリトアニアの貿易発展の可能性も示唆し、リトアニアの習慣や食事に対する自身の見解も述べた。これにより、1906年のステポナス・カイリースの『日本論』（全3巻）以来のちょっとした日本ブームを引き起こした。
千畝が欧州に派遣された1938年（昭和13年）、当時のドイツのユダヤ人迫害政策によって極東に向かう避難民が増えていることに懸念を示す山路章ウィーン総領事（初代）は、ユダヤ難民が日本に向かった場合の方針を照会する請訓電報を送り、同年10月7日近衛文麿外務大臣から在外公館への極秘の訓令が回電された。千畝がカウナスに臨時の領事館を開設する直前のことである。その訓令「猶太避難民ノ入國ニ關スル件」は、以下のようなものであった。
上掲の訓命では、ユダヤ人差別が外部に露見すると海外から非難を受けることは必至であるため、「外部ニ對シテハ單ニ『避難民』ノ名義トスルコト」と明記され、わざわざ内訓を外部に公表しないことを念を押した。阪東宏は、ユダヤ避難民が日本に来ることを断念するように仕向けるよう指示した機密命令であり、日本政府は、いわゆる「五相会議」決定のユダヤ人保護案を表面上示しながら、裏ではユダヤ人差別を指示する二重外交を展開していたと述べている。

### 「命のビザ」

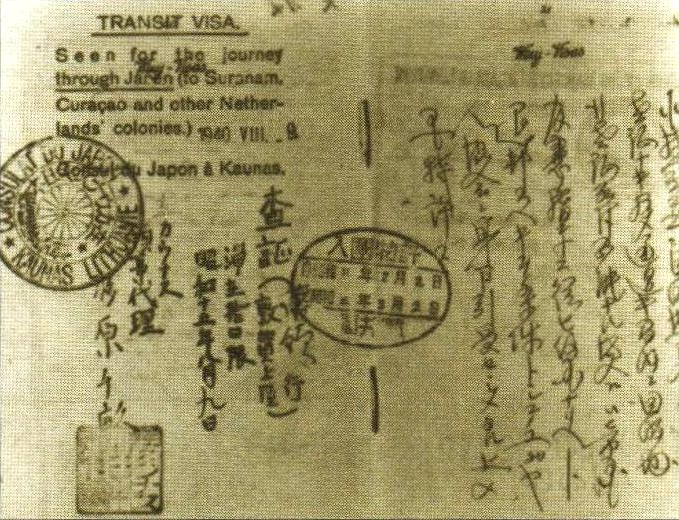
杉原千畝が作成した通過ビザ

ポーランドとリトアニアには、ミルやテルズなどユダヤ人社会に知られたユダヤ教の神学校があり、ヨーロッパ中から留学生が集まっていた。そのなかに祖国がドイツに降伏したため無国籍になった、オランダ出身のナタン・グットヴィルトとレオ・ステルンハイムがいた。グットヴィルトは、オランダ領事ヤン・ズヴァルテンディクに出国の協力を求めた。ズヴァルテンディクは、今日でも有名なオランダ企業フィリップス社のリトアニア支社長だったが、1940年（昭和15年）5月、バルト諸国担当のオランダ大使 L・P・デ・デッケルの要請を受けて、ナチス共鳴者のティルマンス博士に代わりカウナス領事に就任していた。祖国を蹂躙したナチスを強く憎んでいたズヴァルテンディクは、グットヴィルトらの国外脱出に協力を約束。6月末にグットヴィルトは、ワルシャワ大学出身の弁護士でユダヤ難民たちのリーダー格だった、ゾラフ・バルハフティクにこの件のことを相談した。ズヴァルテンディク領事は、「在カウナス・オランダ領事は、本状によって、南米スリナム、キュラソーを初めとするオランダ領への入国はビザを必要とせずと認む」とフランス語で書き込んでくれた。
ズヴァルテンディクによる手書きのビザは途中でタイプに替わり、難民全員の数を調達できないと考えたバルハフティクらはオランダ領事印と領事のサインのついたタイプ文書のスタンプを作り、その「偽キュラソー・ビザ」を日本公使館に持ち込んだのである。ドイツ軍が追撃してくる西方に退路を探すのは問題外だった。そして、今度はトルコ政府がビザ発給を拒否するようになった。こうして、トルコ領から直接パレスチナに向かうルートも閉ざされた。もはや逃げ道は、シベリア鉄道を経て極東に向かうルートしか難民たちには残されていなかった。難民たちがカウナスの日本領事館に殺到したのには、こうした背景があった。
1940年（昭和15年）7月、ドイツ占領下のポーランドからリトアニアに逃亡してきた多くのユダヤ系難民などが、各国の領事館・大使館からビザを取得しようとしていた。当時リトアニアはソ連軍に占領されており、ソ連が各国に在リトアニア領事館・大使館の閉鎖を求めたため、ユダヤ難民たちは、まだ業務を続けていた日本領事館に名目上の行き先（オランダ領アンティルなど）への通過ビザを求めて殺到した。「忘れもしない1940年7月18日の早朝の事であった」と回想する千畝は、その手記のなかで、あの運命の日の光景をこう描いている。「6時少し前。表通りに面した領事公邸の寝室の窓際が、突然人だかりの喧しい話し声で騒がしくなり、意味の分からぬわめき声は人だかりの人数が増えるためか、次第に高く激しくなってゆく。で、私は急ぎカーテンの端の隙間から外をうかがうに、なんと、これはヨレヨレの服装をした老若男女で、いろいろの人相の人々が、ザッと100人も公邸の鉄柵に寄り掛かって、こちらに向かって何かを訴えている光景が眼に映った」。
ロシア語で書かれた先の報告書にあるように、カウナスに領事館が設置された目的は、東欧の情報収集と独ソ戦争の時期の特定にあったため、難民の殺到は想定外の出来事であった。千畝は情報収集の必要上、亡命ポーランド政府の諜報機関を活用しており、「地下活動にたずさわるポーランド軍将校4名、海外の親類の援助を得て来た数家族、合計約15名」などへのビザ発給は予定していたが、それ以外のビザ発給は外務省や参謀本部の了解を得ていなかった。本省と千畝との間のビザ発給をめぐる齟齬は、間近に日独伊三国軍事同盟の締結を控えて、カウナスからの電信を重要視していない本省と、生命の危機が迫る難民たちの切迫した状況を把握していた出先の千畝による理解との温度差に由来している。
ユダヤ人迫害の惨状を熟知する千畝は、「発給対象としてはパスポート以外であっても形式に拘泥せず、彼らが提示するもののうち、領事が最適当と認めたもの」を代替案とし、さらに「ソ連横断の日数を二〇日、日本滞在三〇日、計五〇日」を算出し、「何が何でも第三国行きのビザも間に合う」だろうと情状酌量を求める請訓電報を打った。しかし本省からは、行先国の入国許可手続を完了し、旅費および本邦滞在費などの携帯金を有する者にのみに査証を発給せよとの発給条件厳守の指示が繰り返し回電されてきた。
杉原夫人が、難民たちの中にいた憔悴する子供の姿に目を留めたとき、「町のかどで、飢えて、息も絶えようとする幼な子の命のために、主にむかって両手をあげよ」という旧約聖書の預言者エレミアの『哀歌』が突然心に浮かんだ。そして、「領事の権限でビザを出すことにする。いいだろう？」という千畝の問いかけに、「あとで、私たちはどうなるか分かりませんけど、そうして上げて下さい」と同意。そこで千畝は、苦悩の末、本省の訓命に反し、「人道上、どうしても拒否できない」という理由で、受給要件を満たしていない者に対しても独断で通過査証を発給した。
日本では神戸などの市当局が困っているためこれ以上ビザを発給しないように本省が求めてきたが、「外務省から罷免されるのは避けられないと予期していましたが、自分の人道的感情と人間への愛から、1940年8月31日に列車がカウナスを出発するまでビザを書き続けました」とし、避難民たちの写真を同封したこの報告書のなかで、千畝はビザ発給の理由を説明している。
千畝によるビザ発給に対する本省の注意は、以下のようなものであった。
1995年（平成7年）7月12日、日本外交とユダヤ関連の著者パメラ・サカモトが松岡洋右外相の秘書官だった加瀬俊一に千畝のカウナスからの電信について問い合わせてみても、「ユダヤ問題に関する電信を覚えていなかった。『基本的に、当時は他の切迫した問題がたくさんありましたから』」と加瀬は答えており、東京の本省は条件不備の難民やユダヤ人の問題などまるで眼中になかった。それどころか、日独伊三国軍事同盟を締結も間近な時期に、条件不備の大量難民を日本に送り込んできたことに関して、「貴殿ノ如キ取扱ヲ爲シタル避難民ノ後始末ニ窮シオル實情ナルニ付」（昭和15年9月3日付）と本省は怒りも露わにし、さらに翌年も「『カウナス』本邦領事ノ査證」（2月25日付）と、千畝は名指しで厳しく叱責された。
窮状にある避難民たちを救済するために、千畝は外務省を相手に芝居を打った。もし本省からの譴責に真っ向から反論する返電を送れば、本省からの指示を無視したとして、通行査証が無効になるおそれがある。そこで千畝は、本省からビザ発給に関しての条件厳守を指示する返信などまるでなかったかのように、「当國避難中波蘭出身猶太系工業家『レオン、ポラク』五十四歳」（昭和15年8月24日後發）に対するビザ発給の可否を問い合わせる。つまり、米国への入国許可が確実で、十分な携帯金も所持しており、従って本省から受け入られやすい「猶太系工業家」をあえて採り上げるためである。
そして千畝は、わざと返信を遅らせてビザ発給条件に関する本省との論争を避け、公使館を閉鎖したあとになって電信第67号（8月1日後發）を本省に送り、行先国の許可や必要な携帯金のない多くの避難民に関しては、必要な手続きは納得させたうえで当方はビザを発給しているとして強弁して、表面上は遵法を装いながら、「外國人入國令」（昭和14年内務省令第6号）の拡大解釈を既成事実化した。
一時に多量のビザを手書きして万年筆が折れ、ペンにインクをつけては査証を認める日々が続くと、一日が終わりぐったり疲れて、そのままベッドに倒れ込む状態になり、さらに痛くなって動かなくなった腕を夫人がマッサージしなくてはならない事態にまで陥った。手を痛めた千畝を気遣い、千畝がソ連情報を入手していた、亡命ポーランド政府の情報将校「ペシュ」ことダシュキェヴィチ大尉は、「ゴム印を作って、一部だけを手で書くようにしたらどうです」と提案。オランダ領事館用よりは、やや簡略化された形のゴム印が作られた。
ソ連政府や本国から再三の退去命令を受けながら、一か月あまり寝る間も惜しんでビザを書き続けた千畝は、本省からのベルリンへの異動命令が無視できなくなると、領事館内すべての重要書類を焼却し、家族とともに今日まで残る老舗ホテル「メトロポリス」に移った。千畝はビザに押すための領事印を荷物に梱包してしまったため、ホテル内でビザの代わりになる渡航証明書を発行した。そして9月5日、ベルリンへ旅立つ車上の人になっても、千畝は車窓から手渡しされたビザを書き続けた。その間発行されたビザの枚数は、番号が付され記録されているものだけでも2,139枚にのぼった。汽車が走り出し、もうビザを書くことができなくなって、「許して下さい、私にはもう書けない。みなさんのご無事を祈っています」と千畝が頭を下げると、「スギハァラ。私たちはあなたを忘れません。もう一度あなたにお会いしますよ」という叫び声があがった。そして列車と並んで泣きながら走っている人が、千畝たちの姿が見えなくなるまで何度も叫び続けていた。
ソ連は1940年7月29日付の共産党中央委員会政治局によるスターリン署名入り決定で、難民の領内通過を認めた。これにはリトアニア併合を円滑化するとともに、難民が利用するシベリア鉄道やホテルの代金で外貨を獲得し、さらに世界に散っていく難民からスパイをリクルートする目的があったと推測されている。
なお、千畝同様に上司や本国の命令を無視して「命のビザ」を発行した外交官として、在オーストリア・中華民国領事の何鳳山や、在ボルドー・ポルトガル領事のアリスティデス・デ・ソウザ・メンデスがおり、ともに諸国民の中の正義の人に認定されている。

### 独ソ挟撃による領事館閉鎖前後・避難後のプラハ領事館への転属

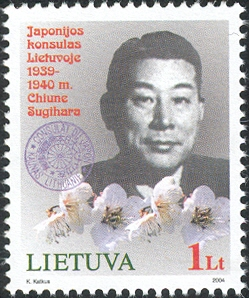
2004年発行のリトアニアの切手

1940年8月29日のカウナスの日本領事館の閉鎖日が近づくとともに、作業の効率化のため千畝は途中から記録するのを止めてしまい、規定の手数料を徴収することも止めていた。実際には、記録に残っているもの以外にもビザや渡航証明書が発給されているが、記録外の実数は把握できない。また、一家族につき一枚のビザで充分であったため、家族を含めて少なくとも数千名の難民の国外脱出を助けたと考えられている。
同年9月5日に杉浦はカウナス駅からドイツ行きの国際線で列車で避難し、以降は1941年2月にドイツ勤務となるまではチェコのプラハの領事館勤務となった。
1941年（昭和16年）に入り、独ソ戦が目前になると、ドイツとソ連に分割された東欧のユダヤ人の運命はさらに過酷なものになり、ヒトラーとスターリンに挟撃されて右往左往するほかなかった。モスクワの日本大使館にも日本通過ビザを求める難民たちが殺到し、駐ソ大使・建川美次は、その惨状を1941年4月2日付の電信で、以下のように伝えている。
独ソ戦の開始以前に運よく通過ビザを入手できた難民たちも、すべてがシベリア鉄道で極東までたどり着けたわけではなかった。当時ソ連は外貨不足に悩んでおり、シベリア鉄道に乗車するためには、ソ連の国営旅行会社「インツーリスト」に外貨払いで乗車券を予約購入しなければならなかったからである。乗車券は当時の価格で約160ドルもし、通常の銀行業務が滞りがちな戦時に、着の身着のままで逃げてきた難民たちの誰もが支払える金額ではなかった。

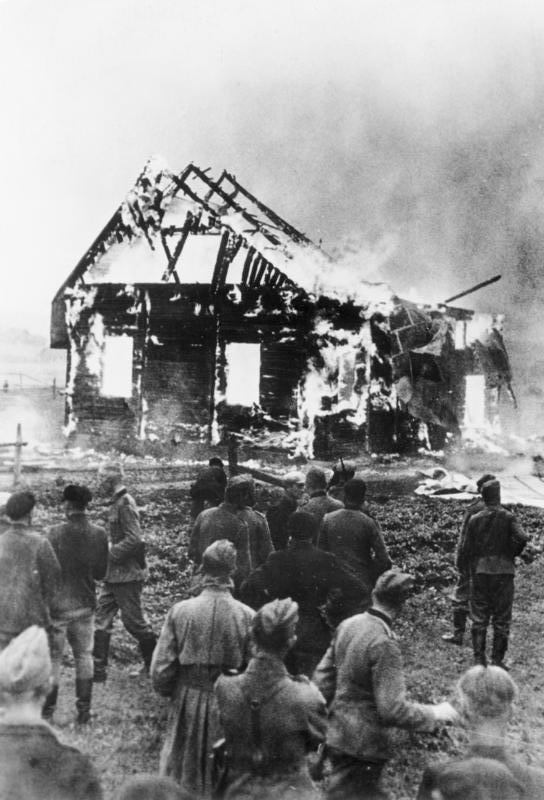
リトアニアでシナゴーグが燃える様子を眺めるドイツ兵と地元住民（1941年撮影）

逃げ遅れたユダヤ人たちの多くは、その後アインザッツグルッペンと呼ばれる「移動殺戮部隊」の手にかかったり、ドイツやソ連の強制収容所に送られたりして絶命した。独ソ戦が始まるや、ヴァルター・シュターレッカー親衛隊少将率いるアインザッツグルッペAは、北方軍集団に従って移動。そして、リガ（ラトビア）・タリン（エストニア）・プスコフやレニングラード（ともにソ連）に向かう中継地たるカウナスにまず殺到したため、千畝の赴任先であったカウナスにおけるユダヤ人社会は、特に甚大な被害を受けた。カウナスのユダヤ評議会の指導者の役割を不承不承押しつけられた医師のエルヒャナン・エルケスは、荒れ狂うユダヤ人殺戮についてイギリスにいる子供たちに書いた1943年（昭和18年）10月付の手紙の中で、殺戮部隊が「大量殺戮という任務を終えると、頭のてっぺんから靴の先まで、泥とわれわれの仲間の血にまみれて戻ってきて、テーブルについて、軽い音楽を聴きながら、料理を食べ、飲み物を飲むのです。彼らはまさに殺戮のプロでした」と述べている。
カウナスでは、保護を口実に1941年（昭和16年）8月末までに、ヴィリンヤンポレに設置されたゲットーにユダヤ人の移送が完了し、1万5,000人が住んでいた密集家屋に約3万のユダヤ人が押し込められた。独ソ戦開始前のカウナスのユダヤ人人口は約4万であり、開戦後わずか2か月で1万人ものユダヤ人が殺害されたのである。1939年から1940年という千畝のカウナス赴任は、それより早くても遅くても、難民救済に効果を発揮しなかった。その赴任の時期は、ゾラフ・バルハフティクが「タイムリー」と呼ぶ時宜にかなったものであり、「カウナスでのあの一か月は、状況と場所と夫という人間が一点に重なった幸運な焦点でした。私たちはこういうことをするために、神に遣わされたのではないかと思ったものです」と杉原夫人は述べている。
「父は相手がユダヤ人であろうとなかろうと、助けたことでしょう。父に尋ねればきっとそう答えると思います。ユダヤ人であろうとキリスト教徒であろうと変わりはありません」という、四男・伸生（のぶき）による「カウナス事件」に関する発言は、カウナスでの難民救済の実情と正確に符合している。カウナス事件において問題になっているのは、「難民問題」であって「民族問題」ではない。いわゆる「杉原ビザ」のうち、1938年（昭和13年）12月6日の第1次近衛内閣の五相会議決定によるユダヤ人保護政策「猶太人対策要綱」の「資本家、技術者ノ如キ特ニ利用價値アル者」に該当する事例は一件のみ（「『ベルクマン』他約十五名ノ有力ナル『ワルソー』出身猶太系工業家一行」）であり、また、カウナスにおける難民救済は、満洲にユダヤ人居留区を創設しようとする企画「河豚計画」ともまったく関係がない。
松岡外相の「貴官カカウナス領事代理当時、査證ヲ與ヘタル猶太難民ノ數、至急囘電アリタシ尚右氏名、行先、査證、月日郵報アリタシ」という1941年（昭和16年）2月4日の訓命に対して、この種の命令を予期していなかった千畝は戸惑い、原本リストは途中から番号の入っていない不完全なものであったため、杉原は控えをもとにリストを全部作り直さなければならず、ようやく完成して発送するのに3週間以上もかかっている。しかも、「『リスアニア人』竝ニ波蘭人ニ與ヘタル通過査證二、一三二内猶太系一、五〇〇ト推定ス」という数字も相当いい加減なものであり、千畝にとって窮状にある難民たちがユダヤ系であるか否かなど問題ではなかった。松岡は、このとき日ソ不可侵条約の調印のためソ連に赴き、さらにドイツとイタリアに向かおうとしていた。松岡が出発したのは3月12日で、「郵送ではすでに間に合わない。したがって『杉原リスト』は、東京の本省ではなくベルリンの日本大使館に送られ、ここから随員によって松岡の手元に送り届けたのであろう」と、渡辺勝正は推測している。

#### ポーランド諜報機関との協力
千畝のハルビン時代の後輩で在ベルリン満洲国大使館一等書記官の笠井唯計（ただかず）が理事官補だった1940年（昭和15年）、フィンランドの尾内陸軍大佐と相談し、情報提供と引き替えに満洲国のパスポートを出した一人に、イェジ・クンツェヴィチなるポーランドの情報将校がいた。クンツェヴィチは、カウナスの千畝と協力するときは「クバ」と名乗る、ポーランド参謀本部第二部のアルフォンス・ヤクビャニェツ大尉であった。1941年（昭和16年）7月、ゴルフに行く笠井はヤクビャニェツを便乗させた。ヤクビャニェツ大尉は、ポーランドの地下抵抗運動の秘密集会に出席するところだった。
ピクニックという名目で国境付近を偵察する千畝らの動向に以前から不審を抱き、ドイツ防諜機関は密かに千畝周辺の探索を続けていたが、1941年、ついに日本および満洲国の大公使館とポーランド情報機関の協力関係をつかんだ。7月6日夜半から7日未明にかけて、ヤクビャニェツ大尉さらに満洲公使館にメイドとして勤務していたザビーナ・ワピンスカがベルリンの中心部ティーアガルテンで逮捕され、拷問の結果、日本の大公使館の外交行囊を用いて中立国スウェーデンからロンドンの亡命ポーランド政府に情報を送るクーリエの経路がドイツ側に察知されることになったのである。
ドイツ防諜機関の責任者であったヴァルター・シェレンベルクの有名な回想録の第12章はまるまる「日本とポーランドの陰謀」と題されている。そして「K某」（ヤクビャニェツの偽名「クンツェヴィッチ」の頭文字）の逮捕を契機に明らかになった対独諜報網の全欧規模の広がりを目の当たりにしたシェレンベルクは、ソ連を共通の敵としているはずの日本が深く関与していることにいらだちを露わにしている。ドイツ諜報機関はまた、日本人とポーランド諜報部との協力関係の後援者として、在ローマ日本大使館の河原畯一郎・一等書記官やイエズス会総長のヴウォジミエシュ・レドゥホフスキ神父が深く関与していることについてイタリア国防部から警告を受けていた。
後にストックホルム武官府の小野寺信大佐（当時）に引き継がれるポーランド諜報網との接触に関しては、まず亡命政府のガノ大佐からワルシャワの日本大使館武官府にポーランド情報組織の接収の提案があり、日本側は表向きはドイツとの同盟関係を理由に拒絶した。しかし、在欧の日本とポーランドの将校や外交官たちは密かに接触を続け、ビィウィストク（ポーランド）やミンスク、スモレンスク（ソ連）を拠点とするポーランド諜報網から、在欧日本大公使館と武官府はソ連の軍事的動向を高い確度で知ることができた。千畝の接触は、すでにフィンランド時代に始まっており、まずヘルシンキ在住のジャーナリスト、リラ・リシツィンを通して、その従姉妹にあたるゾフィア・コグノヴィツカの息子で、ポーランド「武装闘争同盟」（ZWZ；のちのAK 国内軍）のカウナス地下司令部のメンバーであるタデウシュ・コグノヴィツキに近づくことから始まった。千畝の本省への回電に、実際に足を運んでいない「スモレンスク」「ミンスク」に関する情報が含まれているのは、ポーランド諜報網との協力の成果である。
千畝は、1941年（昭和16年）の5月9日後發の電信で、「獨蘇關係ハ六月ニ何等決定スヘシトナス」と、6月22日に勃発する独ソ戦の時期を正確に予測し、また経済通らしく、「極メテ多量ノ『ミンスク』發穀物到着セリ」と、ソ連側が穀物の大量備蓄を始めて長期戦に備えていることを報告している。大著『ソヴィエト聯邦國民經濟大觀』でソ連経済の躍進を伝えた千畝は、ネップと呼ばれる計画経済によって早期に経済目標を達成したソ連がその余力を軍事部門に傾注していることも熟知しており、ヨーロッパを席巻するドイツの破竹の勢いに幻惑されている本国に、「独ソ戦近し」、またソ連は日本が考えているほど早く戦線を放棄しないことを警告する電信を打電した。
1941年（昭和16年）4月18日、大島は千畝らの情報をもとに、東京に独ソ開戦情報と意見具申を伝えているが、日米交渉に没頭していた日本政府は、他が見えない視野狭窄に陥っていた。第2次近衛内閣の書記官であった富田健治は、「（「独ソ戦近し」を伝える大島からの）この情報をそう強く信じていたわけではないが、かなり心配していた。しかし帰国した松岡が否定的であり、陸海軍も独ソ開戦せずという空気であったので、そのまま見送られた」と述べている。戦後衆議院議員になる富田健治の証言は、戦時日本のインテリジェンス機能の麻痺と、「空気」で最高指導政策が決定されてしまう恐るべきガバナンスの欠如を物語っている。出先には優秀な諜報要員を配置しながら、中央に適切な分析官を用意できなかったため、命がけで入手された情報も活かされなかった。また、情報伝達の技術的側面の遅れも深刻で、大島の電信は、一か月も経たない5月10日に英国諜報機関によって解読されてしまった。

#### ゲシュタポの危機迫る
大公使館において、「現地採用者はスパイと思え」というのは外交の世界では常識だが、ドイツ系リトアニア人のヴォルフガング・グッチェがまさにそれであった。しかし、ドイツの愛国者ではあったが反ユダヤ主義者ではなかったグッチェは、千畝の仕事を手伝い、神学生のモシェ・ズプニックとの別れ際に、次のような予言的な言葉を残した。「世界は『車輪』だ。今はヒトラーが上だが、いつか車輪が回って下になるさ。希望を失うなよ」。もう一人の現地採用雇員は、ボリスラフ・ルジツキという名前のポーランド人で、表の顔は領事館の忠実なボーイ兼給仕だったが、実はルドヴィク・フリンツェヴィチが指揮するポーランド地下抵抗組織「ヴィエジュバ」（ポーランド語で「柳」の意）が公使館の情報を仕入れるために送り込んだ諜報員だった。こうして、カウナスの日本公使館の懐深く複数のポーランド情報組織が入り込み、ゲシュタポのスパイまで抱え込む、複雑怪奇な情報戦の渦中に千畝がいた。杉原夫人も、領事館には数人のスパイが出入りしていることに気づいており、わずかの気抜かりも命取りであった。

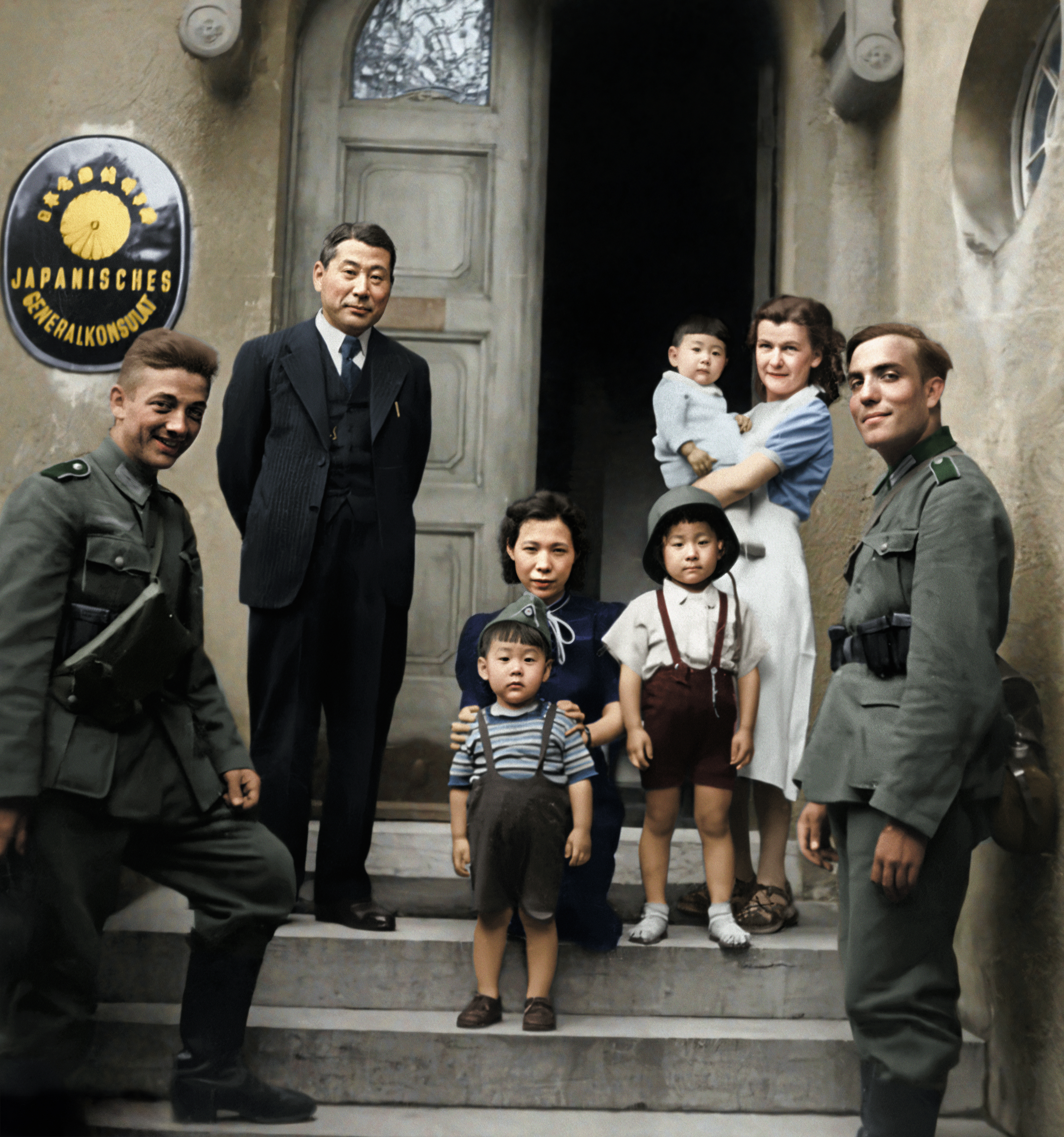
ドイツ軍兵士たちと写真に収まるケーニヒスベルク在勤時の杉原一家

カウナス領事館が閉鎖されてから、千畝がプラハ、さらにケーニヒスベルクに赴任するようになったのは、名目上の上司だった大鷹正次郎在ラトビア公使から松岡外相への進言によるものである。大鷹の進言の概要は、カウナス領事館の千畝のみをそのままケーニヒスベルクに移転させ、対ソ諜報活動に従事させることは、ドイツ側の納得を得られないだけでなく、ソ連側からもドイツに抗議がないとはいえない。したがって同地に正式の総領事、または領事を任命し、千畝をその下に置いて、対ソ関係事務を担当させた方がよいと思われるというものである。
1941年（昭和16年）8月7日、ドイツ国家保安本部のラインハルト・ハイドリヒは、外相リッベントロップに対して、「ドイツ帝国における日本人スパイについて」の報告書（1941年8月7日付）を提出し、そこにはドイツの「軍事情報に並々ならぬ関心を示していた」として、「日本領事杉原」の名前が筆頭に挙げられ、「ポーランド及び英国に親しい人物」として名指しで非難されていた。北満鉄道買収交渉のハルビン時代からソ連にマークされていた千畝は、またドイツ諜報機関の最大の標的の一つでもあった。亡命ポーランド政府の情報将校たちが、カウナスの日本公使館の手引きにより在欧日本大公使館やバチカンの後援を受け、さらにスウェーデンを経由してロンドンのポーランド亡命政府へ情報を送る、全欧規模の諜報網をドイツ国家保安局が知るところになり、それゆえ千畝はケーニヒスベルクからの即刻退去を求められたのである。
千畝を忌避したのは東プロイセンの大管区長官、エーリヒ・コッホである。のちに美術品略奪者、ウクライナのユダヤ人虐殺者として悪名を馳せるコッホは、大量のユダヤ人逃亡を助けた千畝に当初から強い反感を持っており、ケーニヒスベルク着任から一か月後にやっと千畝を引見した。ほどなくベルリン大使館から千畝の東プロイセン在勤をコッホが忌避した旨を伝えられ、千畝は最後の任地であるルーマニアのブカレストに向かうことになる。同盟国さえ出し抜き、名目上は敵国である亡命ポーランド政府の情報将校とさえ協力する、非情な情報戦の世界に千畝は生きていた。いわゆる「杉原ビザ」発給の最初の契機は、千畝が活用していたポーランドの情報将校を安全地域に逃すためのものであるが、それは、軍人の家族など関係者を含めても多くて当初600名分の通過ビザの予定であり、ここまでは日本の外務省も参謀本部も周知のことであった。しかし、想定外の出来事が発生した。そしてそれが、ナチスに追われたポーランドからの大量の難民のリトアニアへの流入とカウナスの日本領事館への殺到である。
リビコフスキの回想録『対ドイツ情報 組織と活動』によれば、情報提供を受けたポーランド情報将校の安全を確保するため、ビザ発給は山脇正隆・陸軍次官からストックホルム武官府の小野寺信大佐（当時）に命令されたものと、リガ武官府の小野打寛（おのうち・ひろし）中佐から杉原への指示があった二通りのものがあったが、千畝は単に「ポーランド情報機関への見返りというだけのことなら、ビザ発給を止めることもできた」のである。
ドイツ側は、カウナス領事館の向かい側の地階に監視用の部屋を整え、千畝らがバルト海沿岸都市メーメル（現・クライペダ）へ遠乗りしたときも尾行車がついた。また、ソ連の秘密警察もカウナス領事館を監視し、暗号電報の解読に腐心して一部それに成功している。
ポーランド参謀本部との協力関係はもちろん千畝の発案ではなく、出発点は、ロシア革命以降ソ連とコミンテルンを共通の敵とする両国の利害関係の一致にあった。最初の本格的協力はシベリア出兵の時期であり、日本が入手した暗号表をポーランド側に提供し、この返礼として、ポーランドの暗号専門家ワレフスキ大尉が1919年（大正8年）、日本の暗号システムの全面的改定を行った。当時、赤軍の配置と移動を次々と見破るポーランド参謀本部の諜報能力は驚異的であり、諜報部門では、ポーランドは日本の先生格であった。
それまでの日本の暗号システムは、ルイ14世時代にロシニョールが作ったものと大差のない二重語置換式という比較的よく知られた方式を採っていた。1920年代に、タイプライターのキーボードで操作できる暗号用ホイールをセットした暗号機を作り、調整改良して「パープル暗号」と呼ばれるものを導入した。しかし、欧米先進諸国の暗号作成と解読技術に追いつけぬまま先の敗戦を迎え、第二次世界大戦中せっかく苦労して入手した情報が、東京に伝達される過程で、連合国の防諜網に捉えられる事例が数多くあった。

#### 日本に来たユダヤ難民
ユダヤ難民は1940年7月から日本に入国し、1941年9月には全員出国した。この間の概要は、アメリカ・ユダヤ人合同流通委員会（JDC）の年次報告書1940年版および1941年版に記述されている。
1940年6月、イタリアが参戦し地中海航路は閉鎖。日本郵船の欧州航路の地中海立ち寄りはこれに先立ち閉鎖されていた。ドイツ圏のユダヤ救済委員会は、西半球への難民の新しい脱出ルートとして、やむなくシベリア鉄道でウラジオストクおよび満洲里へ、そして日本を経由する方法を利用。1940年7月、ドイツおよびその他の国のユダヤ難民が敦賀港などに上陸し始めた。1940年10月からは、杉原ビザを持ったリトアニアのポーランド系難民らが入国し始め、1941年1月から3月にかけてその数は急増した。難民の総数は約4,500人で、うちポーランド系は2,000人あまりだった。ドイツとその他国籍の難民のほとんどは正規のビザを所有し短期間のうちに出国したが、キュラソー行きやその他の不正なビザ所有の難民は新たな出国先を見つけるために長期滞在を余儀なくされた。
リトアニアから国外脱出を果たしたユダヤ人たちは、シベリア鉄道に乗り、ウラジオストクに到着した。次々に極東に押し寄せる条件不備の難民に困惑した本省は、以下のように、ウラジオストクの総領事館に厳命した。
しかし、ハルビンの留学生時代に共に勉学したウラジオストク総領事代理・根井三郎は、難民たちの窮状に同情し、1941年（昭和16年）3月30日の本省宛電信において以下のように回電し、官僚の形式主義を逆手にとって、一度杉原領事が発行したビザを無効にする理由がないと抗議した。
本省とのやり取りは五回にもおよび、難民たちから「ミスター・ネイ」の名で記憶されている根井三郎は、本来漁業関係者にしか出せない日本行きの乗船許可証を発給して難民の救済にあたった。
一度はシベリアの凍土に潰えるかに見えた難民たちの命は、二人の勇気ある行為によって救われた。後藤新平が制定した同校のモットー「自治三訣」は、「人のお世話にならぬよう、人のお世話をするよう、そして報いを求めぬよう」というものであった。
こうした根井三郎の人道的配慮により乗船できるようになった難民たちは、日本海汽船が運航する連絡船天草丸に乗って敦賀港へ続々上陸。連絡船内では、全米ユダヤ人協会からの依頼を受けた日本交通公社（ジャパン・ツーリスト・ビューロー）（現在のJTB）の社員であり、まだ入社2年目であった大迫辰雄が、ユダヤ人協会が発行したリストを元にユダヤ難民救済協会から送金された現金を手渡したほか、上陸後も日本交通公社が、敦賀駅までのバス輸送や神戸・横浜までの鉄道輸送手配を行った。敦賀に上陸時、地元民が見物人となり物珍しそうに上陸する姿を見ていたが、一部の住民は食べ物を与えたり、疲れた難民たちに銭湯を無償で開放する等の支援を行なった。その内のユダヤ系難民たちは、ユダヤ系ロシア人のコミュニティ、関西ユダヤ教団（シナゴーグ）及び「神戸猶太協會」（アシュケナージ系）があった神戸、横浜に辿り着く。
ポーランド系難民の内、1,000人あまりはアメリカ合衆国やパレスチナなどに向かい、残りは後に上海に送還されるまで日本に留まった。松岡洋右外務大臣は、外相という公的な立場上は、カウナスの千畝に対してビザ発給条件を守るよう再三訓命した張本人であり、また同時にドイツとの同盟の立役者でもあるが、個人的にはユダヤ人に対して民族的偏見を持っていなかった。
難民たちの対応に奔走していたユダヤ学者の小辻節三（後のアブラハム小辻）が、満鉄時代の縁を頼りに難民たちの窮状を訴えると、松岡は小辻にある便法を教えた。すなわち、「避難民が入国するまでは外務省の管轄であるが、一度入国後は内務省警保局外事部に管轄が変わり、滞在延期については各地方長官の権限に委ねられている」と教えたのである。そこで、小辻は管轄の地方官吏たちを懐柔し、敦賀港に1940年10月9日に上陸時に利用されたゴム印には「通過許可・昭和15年10月9日より向こう14日間有効・福井縣」となっていたが、「杉原ビザ」を持ってバルハフティクらが来港したときには、それが「入國許可・自昭和15年10月18日・至昭和15年11月17日・福井縣」に変わっていた。
日本、とりわけ神戸にやって来たユダヤ難民たちは4000人とも言われ、一部は丹平写真倶楽部のメンバーによって撮影された「流氓ユダヤ」と呼ばれる写真シリーズとして記録された。グラフィックデザイナーの妹尾河童の自伝『少年H』（1997）も当時の難民たちに言及しており、また野坂昭如による直木賞受賞作品『火垂るの墓』（1967）においても、「みな若いのに鬚を生やし、午後四時になると風呂屋へ行列つくって行く、夏やというのに厚いオーバー着て」いたという記述がみられる。

#### 救った人数の公的記録
敦賀港から日本に入国したユダヤ難民の人数に関する公的記録は、空襲で焼失し残っていない。関連する資料として 外務省外交史料館には、欧州避難民に対する通過ビザ発給数（1940年1月～41年3月、今後の見込み数）、内務省調べ入国者名簿の一部（山口県用紙 1940年7〜12月、福井県用紙 1940年10月、外務省調べ避難民人数 1940年1月〜41年2月）、内務省調べ滞在者の人数、入国時ビザの行先国および入国経路（1941年2月8日、3月20日、4月8日）などがある。入国者名簿の説明はないが、入国経路の資料から山口県用紙は下関港入国者、福井県用紙は敦賀港入国者と推測される。1940年10月の敦賀港難民入国者は306人、うちポーランド系は203人でキュラソー行きは24人（その他国籍2人を加え合計26人）だった。これらポーランド系とリトアニア系（36人）難民の約80%は、杉原ビザリスト掲載の人達と推測されている。キュラソー行きビザ所有および「ビザなし」のポーランド系滞在者が最も多かったのは1941年4月8日時点で、ポーランド系滞在者約1,400人中両者の合計は約1,300人だった。入国経路調査によると、ポーランド系は全員敦賀で、ドイツ系とその他は敦賀のほかに下関（ドイツ系；1940年7～12月829人）および神戸からも入国した。他に、1941年4月26日、ウラジオストクに滞留していたユダヤ難民の大部分約50名がソ連貨物船で上海へ移送された。満洲国は、行先国および日本通過ビザ所有の難民には、在外公館が満洲国通過ビザ（10日以内）を発給した。

「杉原ビザ」（キュラソー行き日本通過ビザ）を所有したユダヤ難民の人数には、2,200、2,800、4,000、4,500、5,000、6,000、6,000–8,000、1万人など、多くの資料がある。これらの根拠として、神戸および横浜在住のユダヤ人コミュニティが設置したユダヤ難民救済委員会（略称：Jewcom）報告の入国者数および出国者数、当時の在日ポーランド大使に関する資料、新聞記事、杉原ビザリスト、ポーランドビザ書式などが引用されている。これらのうち日本入国者について、資料に記述されている入国者数内訳（月別、国籍別）を表に示す。

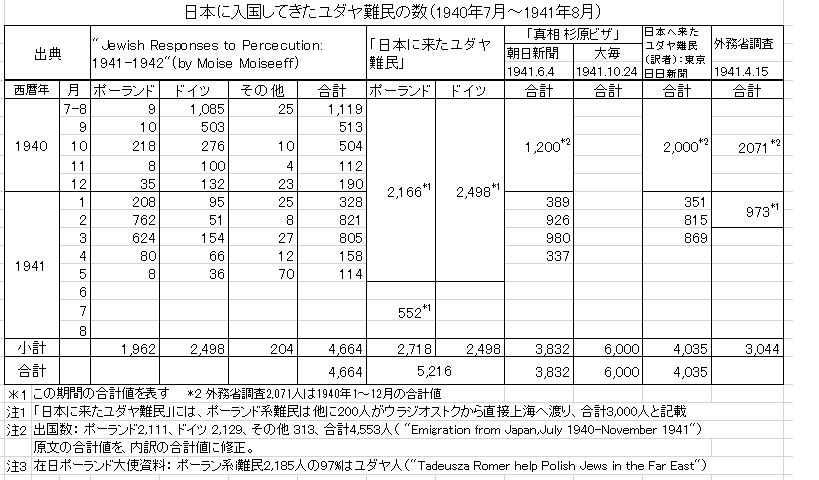
日本に入国してきたユダヤ難民数

 2,200人はJewcomおよび在日ポーランド大使資料とほぼ同じ、2,800人はこの人数に約600人を加算、4,000〜6,000人はビザの数と新聞記事からの推定。1940年の外務省調査値とMoiseeff表のドイツ系人数はほぼ一致し、ドイツ系はパスポートにJ文字の朱印がありユダヤ人との認定が容易だった。2,200人は日本に入国したポーランド系難民全員が「杉原ビザ」を所有していたとの前提の値であるが、1940年10月入国のポーランド系の中には約180人のキュラソー以外の行先国ビザ所有者がいた。モスクワ大使館は、日本通過ビザを1940年12月22件、41年1月32件、同2月80件発給し、3月も発給したと推測される。JDC年次報告書1940年版には、「1941年初め頃出国許可や日本通過ビザの取得は比較的容易だったが、問題は交通費の入手。4,000～5,000人の国外移住希望者の中から米国ユダヤ団体と協議して1,700人に支給した」とあり、当時の国外への移住を可能とする条件はビザ取得ではなく移住費用の確保だった。
1983年9月フジテレビは、杉原夫妻と「日本に来たユダヤ人」の著者バルハフティクとの面談を含む「運命をわけた1枚のビザ―4,500のユダヤ人を救った日本人」を放映。題名は4,500だが、テレビの中では「神戸にきたユダヤ難民の数は正確には分っていないが、4,500人または5,000人とも言われている」と説明。1985年1月18日イスラエル政府機関ヤド・バシェムは、杉原千畝に「職を賭して2,100～3,500枚のビザを発行」として「諸国民の中の正義の人」を授与。1月17日付日経朝刊と毎日夕刊は「4,500人にビザ発行」、1月19日付朝日夕刊は「約6,000人近い人を救う」、同日付Japan Timesは「日本人 6,000人のユダヤ人を救い栄誉」との見出しで「杉原は、東京からの命令に反して約6,000人のユダヤ人に日本通過ビザを発給した」と報道。1986年7月杉原千畝が逝去したとき、米国の各新聞は、杉原を「政府の命令に反して、ユダヤ人に約6,000枚の日本通過ビザを発給した外交官」と紹介し、死を悼んだ。
1990年出版の『六千人の命のビザ』には6,000人の根拠の説明はなく、「6,000人の命を救う」との見出しの英字新聞の写真と、「5〜6,000人にのぼったと言われています」とのみ記述。1992年出版の『日本に来たユダヤ難民』は、「1940年7月～41年5月までの11か月間に4,664名の難民が日本に到着した。そのうち2,498人がドイツ系で、残り2,166名がリトアニアからの難民だった」と記述し、訳者滝川義人は「あとがき」で、日本側の資料例として1941年4月20日付東京日日新聞掲載の人数約4,000人を紹介。2000年出版の『真相・杉原ビザ』では、「1家族の人数を3人とすればビザ数から妥当、6,000人との日本の新聞記事がある、大部分の難民が杉原が発給したビザを持っていたことは今や認められている」と6,000人の根拠を説明。1992年出版の日本語版『日本に来たユダヤ難民』には、敦賀港から入国した難民の中には多くのドイツ系がいたと記述されていたが、その後も日本で出版された著書や資料は「敦賀港から入国した難民の大部分は「杉原ビザ」を持っていた」としている。
これに対して、白石仁章は、4,000人ないし6,000人という数には根拠がなく、「何に基づいて流布されたのか不明」と論じている。また、菅野賢治も、これらの数は誤りであり、「1通につき平均2名はいたに違いない同伴者たちの全員ないしほぼ全員、すなわち、おそらく6,000人程度が、半自動的に日本を目指し、日本に救いの地を見出し得たはずである、といったたぐいのオプティミスティックかつ無責任な言説は、〔…〕真に国際的な研究の妨げにしかならないことを十分に認識すべきである」と戒めている。なお、菅野は、調査の結果、杉原ビザによって救われた生存者の数は1,800人強であったと結論づけている。それでもなお、例えば愛知県教育委員会が発行する副教材（稲葉千晴監修）で「千畝が発給したビザによって救われたユダヤ人は、約6000人におよぶともいわれています」と書かれているように、「6000人」という数字はすでに誤りとされているにもかかわらず現在でも繰り返し強調されている。
偽造を含む杉原が発給した日本通過ビザで入国した難民の多くは、JDCや HICEM などのユダヤ難民救済団体、ポーランド大使館および日本政府の尽力で新たな受入れ国を見つけて出国。1941年8〜9月、日本当局は日米開戦を控え、日本に滞留していた難民全員約850人を上海へ移送した。日本とポーランドとは国交断絶し、在日ポーランド大使家族と大使館員はポーランド系難民を支援するために日本を離れ、1941年11月1日上海に到着。ポーランド系難民の日本からの出国先は、Jewcom資料によると多い順に、上海860人、米国532人、パレスチナおよびカナダ各186人、オーストラリア81人、南ア59人、その他207人、合計2,111人。上海に渡った難民の中には、450名のラビと神学生が含まれていた。
日本滞在後難民たちが向かった上海の租界には、戦前よりスファラディ中心の大きなユダヤ人のコミュニティ「上海ゲットー」があり、日本政府は日英米開戦後もドイツの圧力がありながらこれを黙認。ユダヤ人たちはそこで日本が降伏する1945年（昭和20年）まで過ごすことになった。

### ドイツ勤務時代・独ソ戦と第三帝国の落日
難民たちが脱出したリトアニアはその後、独ソ戦が勃発した1941年（昭和16年）にドイツの攻撃を受け、ソ連軍は撤退。以後、1944年（昭和19年）の夏に再びソ連によって奪回されるまで、ドイツの占領下となる。この間のリトアニアのユダヤ人20万8000人の内、殺害された犠牲者数は19万5000人から19万6000人にのぼり、画家のベン・シャーンや哲学者のエマニュエル・レヴィナスを生んだ、カウナスのユダヤ人社会も壊滅した。またソ連領内でも多数のユダヤ難民がシベリアなど過酷な入植地に送られ絶命した。

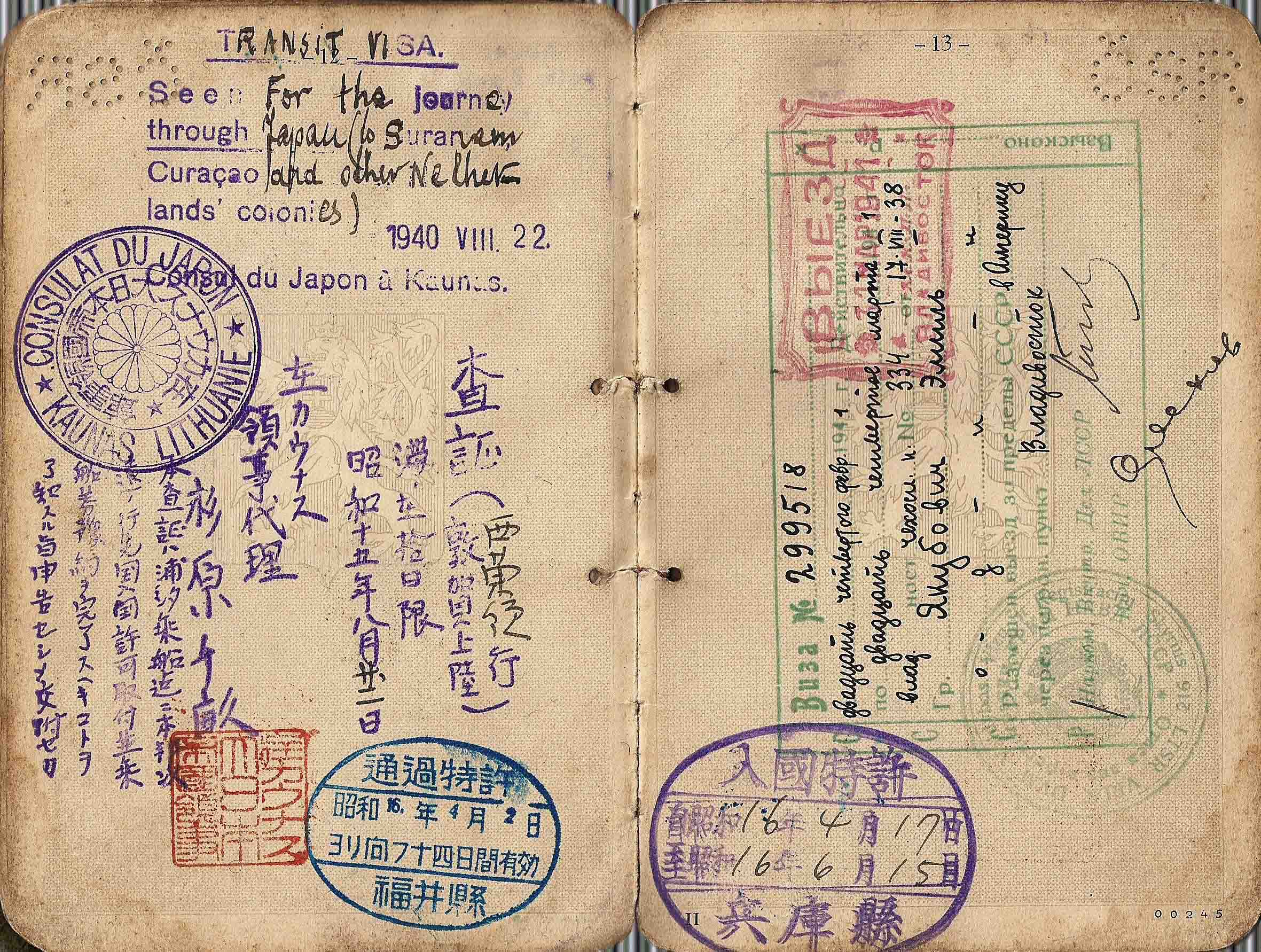
1940年に外交官杉原によって付与されたビザ付きチェコスロバキアパスポート。

リトアニア退去後の千畝は、ドイツの首都・ベルリンを訪れたあと、1940年（昭和15年）、当時ドイツの保護領になっていたチェコのプラハの日本総領事館に勤務していた。1941年（昭和16年）には、東プロイセンの在ケーニヒスベルク総領事館に赴任し、ポーランド諜報機関の協力を得て独ソ開戦の情報をつかみ、5月9日発の電報で本国に詳細に報告しているが、それは以下のようなものであった。
そして、千畝の報告の通り、6月22日独ソ戦が勃発した。同年11月から1946年（昭和21年）までルーマニアのブカレスト公使館やフィンランドなどヨーロッパ各地の友好国を転々とし、各職を歴任。

### ブカレスト公使館時代・命の危機
千畝がルーマニアの首都にあるブカレスト公使館に勤務していた時代には、鉄衛団の扇動によってルーマニアのユダヤ人の歴史の上でもとりわけ残忍なポグロムが頻発していた。千畝とともに激動のヨーロッパを駆け抜けてきた杉原夫人は、ルーマニアの「フェルディナンド王が亡くなったときに、ミハイの父であるカロルは、〝二十世紀のクレオパトラ〟と呼ばれたユダヤ人のルペスク夫人との恋愛を問題にされ、後継者の座を追われてフランスに住んでいましたので、まだ6歳だった幼いミハイが一国の王様として即位されたのです」などと指摘し、第二次世界大戦中ヨーロッパを席巻していた反ユダヤ主義に関する鋭い歴史的観察者としての側面を示している。どの政治家も民族主義の扇動でのし上がってきた当時のルーマニアでは、民族主義そのものは人を際立たせる特徴とならず、反ユダヤ主義が政争の重要なファクターになっていたことを端的に示すエピソードである。
首都のブカレストは子供連れの杉原家には危険だろうということで、ルーマニア時代の杉原一家はポヤナブラショフに疎開していたのだが、そこで他ならぬ幸子夫人をめぐる一つの事件が起こる。
ヘルシンキにいたころ、フィンランドの作曲家であるジャン・シベリウスから送られたレコードとサイン入りポートレートをブカレストに置き忘れてきたことに気づき、その奪回のために単身首都に戻ろうとする。しかし、ドイツ軍用車に便乗した帰路に大戦末期の戦闘に巻き込まれ、車外に投げ出された。さらにドイツ軍のなかに女性がいることに不審に思ったパルチザンに取り囲まれ、ドイツ語やロシア語で事情を説明するも、彼らにはどちらの言葉も分からず、日本人を一度も見たことがない部隊員から銃口を突きつけられる。夫人は「撃つなら撃ちなさい！私は日本人です」と絶叫し、あまりの剣幕に驚いた男たちが銃を引っ込め、ドイツ語が分かる青年がやって来て事情聴取の後釈放される。「何か足元がおかしいと思ってみると、いつのまにかハイヒールの踵が折れていた」。

### 戦後のソ連による一家拘束
1945年の第二次世界大戦の終結後、ブカレストの日本公使館で杉原一家はソ連軍に身柄を拘束された。1946年（昭和21年）11月16日には、来訪したソ連軍将校に帰国するため直ちに出発するように告げられ、オデッサ、モスクワ、ナホトカ、ウラジオストックと厳寒の旅を続け、翌1947年（昭和22年）4月5日に「恵山丸」で博多港に入港した。

### 退官後・再就職

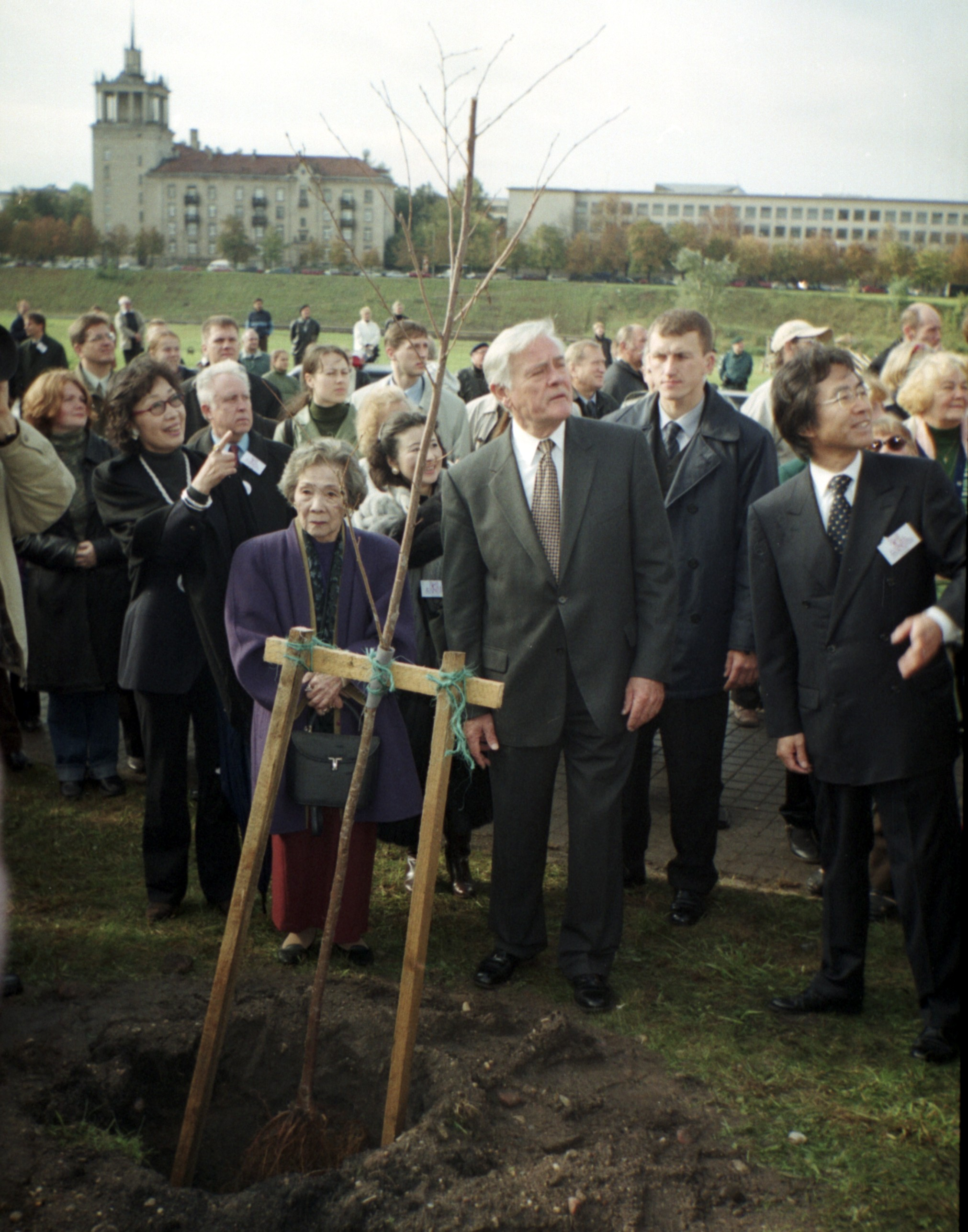
リトアニアでの記念植樹

日本へ帰国後、一家は神奈川県藤沢市・鵠沼松が岡に居を据えた。その地は、北満鉄道譲渡交渉の際の最高責任者で千畝の外交手腕を高く評価してくれた、広田弘毅元首相（戦後の極東国際軍事裁判で死刑）が戦中に住んだ思い出の場所だった。千畝は、長男に弘樹と命名するほど広田を尊敬していた。1946年6月7日に岡崎勝男・外務次官から退職通告書が送付されてきた。この通告書は、日付と宛名だけが手書きで書き込めるようになっているガリ版刷りのもので、退職を自明の前提としたものである。鵠沼で雑貨商を営み、糊口をしのいだ。
外務省退官からしばらくは、三男が白血病で亡くなり、義理の妹・菊池節子（ロシア文学者・小沼文彦の妻）も病気で亡くなるといった家族の不幸に見舞われるが、四男が誕生する幸いもあった。
その後は、連合国軍の東京PXの日本総支配人、米国貿易商会、三輝貿易、ニコライ学院講師、総理府の外局科学技術庁、NHK国際局などの職を転々とする。
1947年9月に外務省の現役やOBで構成される霞関会の会報に、外務省関係の財団法人に再就職した近況を寄稿。
1948年には参議院事務局に履歴書を提出・採用され、  1949年2～10月には参議院資料課主事を務める。ロシア語が堪能であったことから、1960年（昭和35年）に川上貿易のモスクワ駐在員となった。そして、1969年（昭和44年）には専門商社蝶理へ勤務、1971年（昭和46年）からは蝶理の国際交易モスクワ事務所長などを務めた。
在日イスラエル大使館との交流後

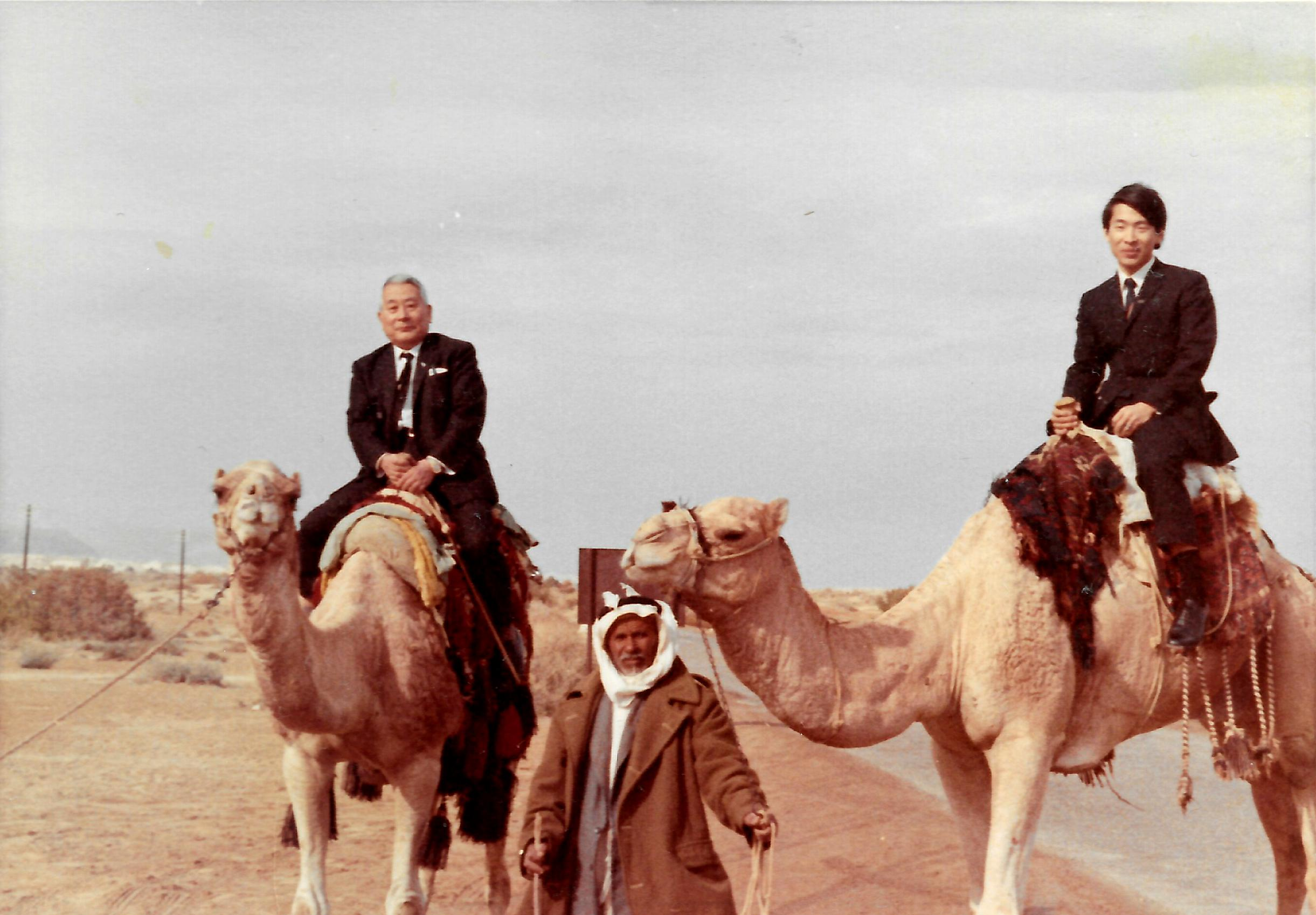
イスラエルに留学中の四男伸生を訪ねた千畝（1969年12月撮影）

1968年（昭和43年）夏、「杉原ビザ」受給者の一人で、新生イスラエルの参事官となっていたニシュリ（Yehoshua Nishri）と28年ぶりに在日イスラエル大使館で再会。ニシュリがSugiharaという名前を外務省に照会しても「該当者なし」だったが、千畝が以前イスラエル大使館に職探しで自分の住所・電話番号を教えていたため、千畝を探し出すことができた。
1969年（昭和44年）12月、イスラエルの宗教大臣となっていたゾラフ・バルハフティクとエルサレムで29年ぶりに再会。このとき初めて、本省との電信のやりとりが明かされ、失職覚悟での千畝の独断によるビザ発給を知ったバルハフティクが驚愕する。
のちのインタビューで、バルハフティクはこう語っている。
1978年（昭和53年）に国際交易モスクワ支店を退職して日本に帰国した。1980年（昭和55年）、神奈川県鎌倉市・西鎌倉に転居した。
「杉原はユダヤ人に金をもらってやったのだから、金には困らないだろう」という悪意に満ちた中傷から、ニシュリによる千畝の名前の照会時の杓子定規の対応まで、旧外務省関係者の千畝に対する敵意と冷淡さは、2000年に河野洋平外務大臣による名誉回復がなされるまで一貫していた。こうした外務省の姿勢に真っ先に抗議したのは、1974年から1981年まで東京に在住していた、ドイツ人のジャーナリスト、ゲルハルト・ダンプマンである。ダンプマンは、西ドイツ（当時）のテレビ協会の東アジア支局長を務めていた。ダンプマンは、1981年に出版された千畝への献辞のついた『孤立する大国ニッポン』のなかで、「戦後日本の外務省が、なぜ、杉原のような外交官を表彰せずに、追放してしまったのか、なぜ彼の物語は学校の教科書の中で手本にならないのか（このような例は決して他にないというのに）、なぜ劇作家は彼の運命をドラマにしないのか、なぜ新聞もテレビも、彼の人生をとりあげないのか、理解しがたい」と記している。
1983年（昭和58年）9月29日、フジテレビが深夜放送で「運命をわけた1枚のビザ——4,500のユダヤ人を救った日本人」を放映。千畝本人も老齢ながら出演し、レポーターの木元教子からのインタビューに答えるなどしている。
1985年（昭和60年）1月18日、イスラエル政府より、多くのユダヤ人の命を救出した功績で日本人では初で唯一の「諸国民の中の正義の人」として「ヤド・バシェム賞」を受賞。千畝の名前が世に知られるにつれて、賞賛とともに、政府の訓命に反したことに関して、「国賊だ、許さない」など中傷の手紙も送られるようになった。
死とその後
同年11月、エルサレムの丘で記念植樹祭と顕彰碑の除幕式が執り行われるも、心臓病と高齢のため千畝の海外渡航を許さず、千畝に代わって四男・伸生（のぶき）が出席した。1986年（昭和61年）7月31日、入院先の鎌倉市内の病院で死去し（満86歳没）、鎌倉霊園に葬られた。記念植樹林と顕彰碑はその後2000年代ごろに集合住宅建設のため伐採撤去廃棄され、イスラエル政府はその事実を把握していたが、2019年に騒ぎになったことで公になり、ユダヤ民族基金が子息に謝罪の手紙を送付した。
千畝の死を知るや、駐日イスラエル大使のヤーコブ・コーヘンが駆けつけ、葬儀には、かつての日露協会学校(後のハルピン学院の)教え子やモスクワ駐在員時代の同僚など、生前の千畝を知る300人余あまりが参列。通夜には、新聞で訃報を知ったという一人の男性が訪ねてきた。その男性は肉体労働者らしい様子で、紙に千円札を包んだ香典を幸子夫人へ手渡すと、名前も告げずに立ち去ったという。杉原の発給したビザに救われ、カウナスを通ってアメリカに渡ったゼルは、千畝が外務省を辞めるに至った経緯を知って憤慨し、病躯をおして長文の手紙を幸子夫人に送り、「日本に行って外務省に抗議する」旨を伝えた。
日本国政府による公式の名誉回復が行われたのは、2000年10月10日になってのことだった。
2011年（平成23年）3月11日、東日本大震災が発生し、地震と津波による甚大の被害が世界中に報道されるや、内外のユダヤ人社会から、第二次世界大戦時にユダヤ難民の救済に奔走した、杉原の事績を想起すべきとのアピールがなされた。
3月21日、イスラエルの有力紙『エルサレム・ポスト』は第二次世界大戦中、「在リトアニア日本公使、チウネ・スギハラが、訓令に反してビザを発給し、6,000人のユダヤ人を救った」ことに注意を喚起し、「在日ユダヤ人共同体が協力し、すべてを失い窮状にある人々の救済を始め、在京のユダヤ人たちは募金のための口座を開いた」と報じた。
東日本大震災によって被災した人々に対する義援金を募るにあたり、米国のユダヤ人組織であるオーソドックス・ユニオンは、会長のシムカ・カッツ博士と副会長のスティーヴン・ヴェイユ師の連名で、以下のような公式声明を発した。
6月23日、ロサンゼルスのスカイヤボール文化センターで俳優の渡辺謙が、メッセージ「日本のための団結」を読み上げた後、千畝を描いた米国映画 "Sugihara:Conspiracy of Kindness" が上演され、収益が全額「日本地震救済基金」に寄付される。

## 顕彰
1944年に勲五等瑞宝章。

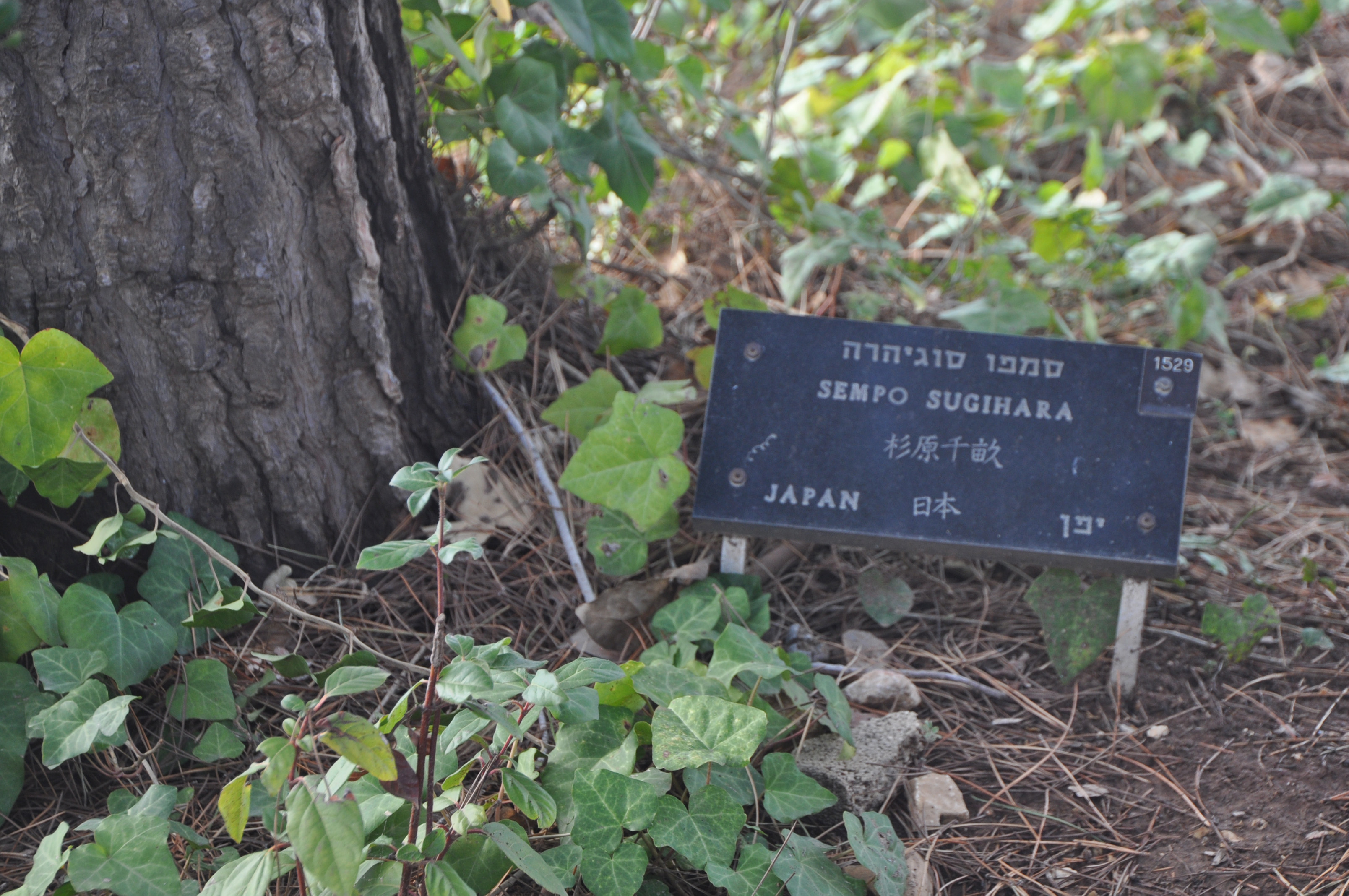
杉原千畝（Sempo）の顕彰碑（イスラエルのホロコースト追悼記念館「ヤド・ヴァシェム」前庭で）

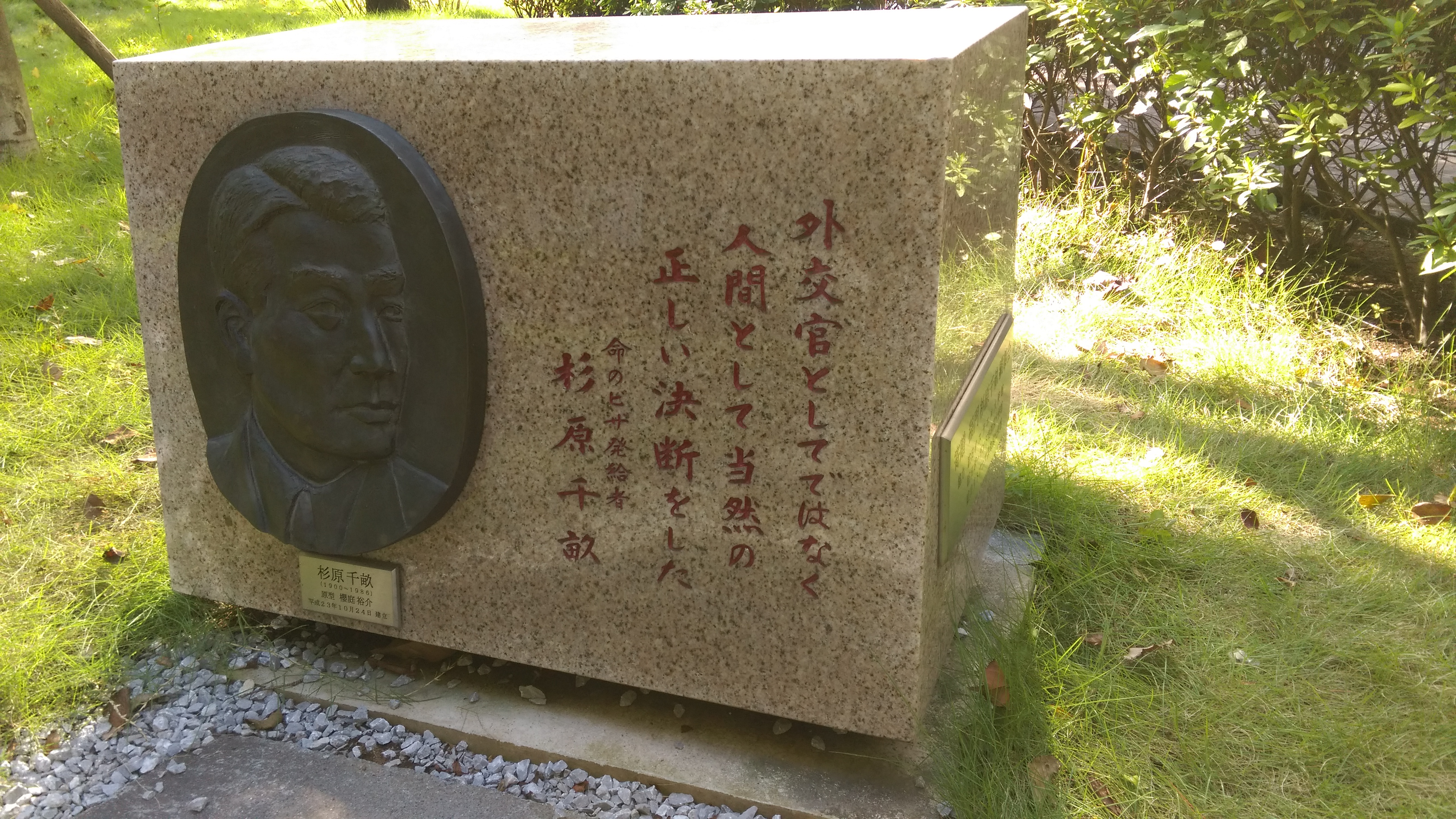
杉原千畝の母校の早稲田大学キャンパスに建立されている顕彰碑

2011年（平成23年）10月24日、早稲田大学出身の超党派の国会議員を中心に「杉原千畝顕彰会」が発足。平山泰朗・衆議院議員の提唱により、杉原千畝を顕彰する顕彰碑（書・渡部大語）が母校内（早稲田キャンパス14号館脇）に建立され、その碑文には、「外交官としてではなく、人間として当然の正しい決断をした」が選ばれた。
12月24日、「第二次世界大戦中、リトアニア領事として同国からアメリカへ脱出する多くのユダヤ人の命を救った杉原千畝への恩を忘れないとの思いから」、アメリカのリトアニア人居住地区から、東日本大震災で神奈川県秦野市内に避難している子供たちに対し、クリスマスプレゼントとして、ノートとクレヨンが寄付された。
2012年（平成24年）2月20日、来日したリトアニアのクビリウス首相が野田佳彦首相に対して、「日本は地理的には遠いが親近感を抱いている。故杉原氏がユダヤ人を助けたことはリトアニアの日本理解に大きな影響を与えている」と述べた。
3月22日、米国フロリダ州ボカラトン市で、千畝の功績を記念する式典が挙行され、ニューヨーク総領事館から川村泰久首席領事をはじめ約100人が出席した。4月26日、カナダ航空宇宙博物館において在カナダ日本大使館及びリトアニア大使館、ブナイ・ブリス・カナダとの共催で映画『命のビザ』が上映された。
10月16日、千畝の母校である愛知県立瑞陵高校（旧制愛知五中）に、在日イスラエル大使館から感謝のためのオリーブの木が贈られ、植樹式が行われた。
2013年、5月10日、カナダ在住のジャーナリスト・高橋文が、日本経由でカナダに渡ったユダヤ人7家族15人の証言を集めた記録映像『スギハラ・チウネのメッセージ』を八百津町の赤塚新吾町長に贈った。
9月10日、千畝のひ孫の杉原織葉（おりは）が、ミュージカル『SEMPO』に出演（難民の少女ニーナ役）。
2015年7月28日、日本ハリストス正教会の教会ニコライ堂の司祭と遺族らにより、杉原の墓前でリティヤが、同霊園内の祭場でパニヒダが献じられた。正教会式の追悼礼拝が杉原のために行われたのはこれが初めてである。杉原は晩年、孫娘に「できたら司祭を呼んでほしい」と話し、葬儀も正教会の形式を希望していたものの、様々な事情でそれは叶えられなかった。遺族が司祭と伝記DVDの完成試写会で出会ったことがきっかけとなり、実現したものである。
9月4日、杉原が現地を離れてから75年を迎えるにあたり、杉原の業績を称える記念行事がリトアニアのカウナスで行われた。
2016年6月8日、杉原の没後30年を期にイスラエルのネタニヤ市に当人の名を冠した「チウネ・スギハラ通り」が新たに名付けられた。同名の通りはリトアニアの首都ヴィリニュスにも杉原の功績に因み存在しており、ネタニヤ市は杉原から発給されたビザで欧州を脱出したユダヤ人達が戦後に数多く移住した地域だという。除幕式には四男の伸生が招待され参加した。
2016年（平成28年）6月30日、杉原終焉の地であり墓所のある鎌倉市議会で、総務常任委員会発議の「人道的行為を尽くされた杉原千畝さんを顕彰することに関する決議」が全会一致で可決された。
2016年（平成28年）7月13日、四男伸生がエシン夫人と鎌倉市役所を訪れ、松尾崇鎌倉市長、中沢克之鎌倉市議会議長と面会。その後鎌倉市議会議場で、中沢克之議長から「人道的行為を尽くされた杉原千畝さんを顕彰する事に関する決議」を受け取った。「大変光栄です。父も喜んでいます」と議場で感謝を述べている。
2017年（平成29年）9月8日、ロシア極東連邦管区にあるユダヤ自治州の州都ビロビジャンのビロビジャンI駅で、杉原千畝が助けたユダヤ人の多くがここへ下車するか経由したことを記念して、記念プレートを設置する式典が開かれた。プレートはロシア語、日本語、英語、イディッシュ語の四つの言語で書かれている。

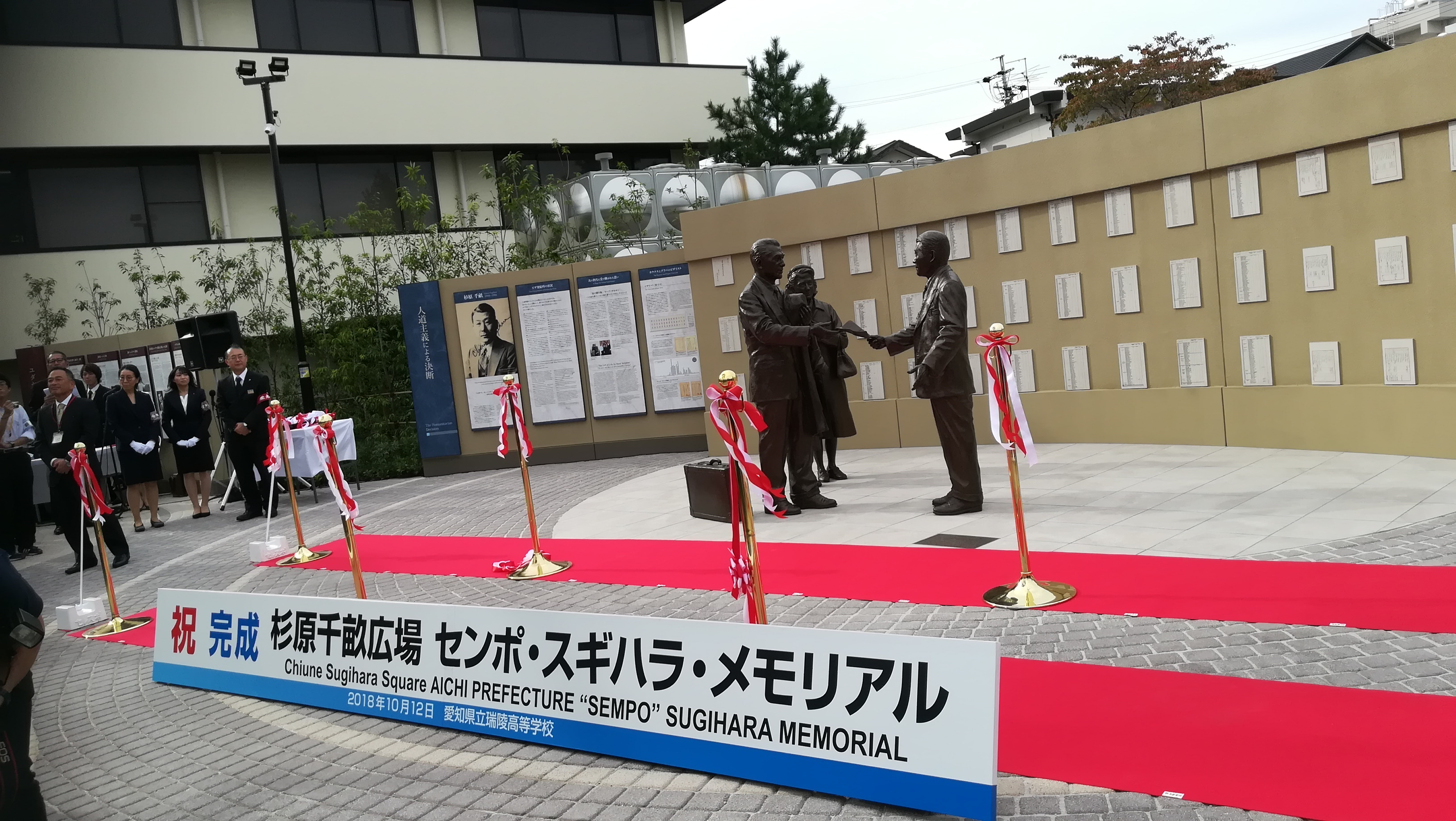
瑞陵高校に設置された愛知県による顕彰施設「杉原千畝広場センポ・スギハラ・メモリアル」（2018年10月12日）

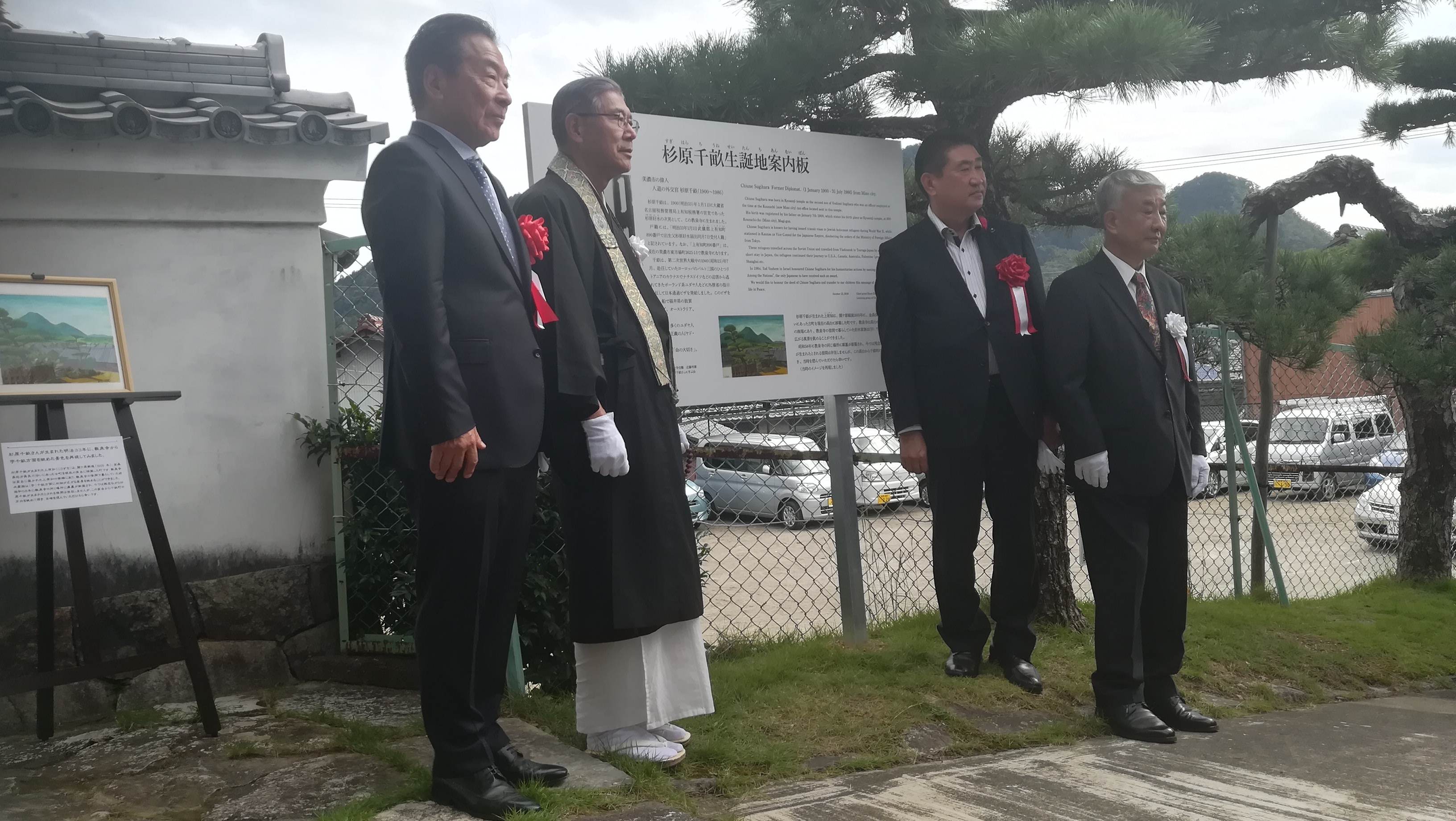
美濃市の教泉寺に設置された生誕地案内板の除幕式典（2018年10月13日）

2018年（平成30年）10月12日、杉原が通った名古屋の当時の愛知五中、現在の愛知県立瑞陵高校に、顕彰施設「杉原千畝広場センポ・スギハラ・メモリアル」が設置され、完成記念式典およびレセプションが行われる。大村秀章愛知県知事、河村たかし名古屋市長を始め、ヤッファ・ベンアリ駐日イスラエル大使、駐日ポーランド大使館関係者、鈴木宗男元国務大臣、杉原の四男伸生、杉原の孫千弘を主賓として迎えて式典は行われた。ベンアリ・イスラエル大使は、式典の挨拶の中で自身の母親がホロコースト（大虐殺）からの生還者だと明かし「ユダヤ人の悲劇は二度と繰り返してはいけない。杉原はユダヤ人社会、日本人だけでなく世界のヒーローです」と述べた。
2018年（平成30年）10月13日、岐阜県美濃市において、杉原が生まれた1900年に父の好水が勤めていた上有知税務署（当時）に隣接し、一家が暮らしていた刈間（千畝の自筆の手記に記載）があったとされる仏教寺の教泉寺（戸籍には出生場所として住所が記載）に、千畝の生誕地であることを示す案内板が設置され、除幕式典が執り行われた。
2021年（令和3年）3月26日、杉原が通った名古屋の当時の愛知五中の遺構が残る、現在の名古屋市立瑞穂ヶ丘中学に杉原の少年像が完成し、除幕式が行われる。
2002年、カリフォルニア州ロサンゼルス地区在住のユダヤ人有志が、ロサンゼルス市の日本人街リトルトーキョーに等身大の銅像を建てた。像は、写真の通り、座って通過査証（transit visa）を書き込んだパスポートをユダヤ人に返しているポーズ。ユダヤ人を含め、ここを訪れる人は隣に一緒に座ることもできるし、差し出すパスポートを受け取るようにして一緒に写真に納まることもできる。像の説明の中には、タルムードからの「一人の命を救う者は、世界を救う」という言葉もある。なお、彫刻家はRamon G. Velasco。

## 人物
- 外国語に堪能であり、英語、フランス語、ドイツ語、ロシア語など多言語に通暁していた。特にロシア語には精通しており、隣室で会話のやり取りを聞いていた笠井唯計（ただかず）は、二人のロシア人の会話と取り違えたほどだった[34]。
- 広田弘毅元首相（戦後の極東国際軍事裁判で死刑）を強く尊敬していた。彼は北満鉄道譲渡交渉の際の最高責任者であり、千畝の外交手腕を高く評価してくれた人であった。ソ連による戦後の一家拘束から日本へ帰国出来た後、広田元首相が戦中に住んでいた神奈川県藤沢市・鵠松が岡に居を一家の家を据えている。千畝は、彼の名前から長男に弘樹(読みはひろき)と命名するほど尊敬していた[177]。
- チェコスロヴァキアを占領したドイツのヨアヒム・フォン・リッベントロップ外相が在チェコの各国外交官を呼びつけて即刻退去せよと述べたとき、「ドイツに退去してくれと言われる覚えはない。その理由を説明して下さい。」[224]とドイツ語で反駁し、リッベントロップを絶句させた。
- 「父は相手がユダヤ人であろうとなかろうと、助けたことでしょう。父に尋ねればきっとそう答えると思います。ユダヤ人であろうとキリスト教徒であろうと変わりはありません」[225] … マレク・アルテールが四男・伸生（のぶき）から聞いた言葉。
- 「杉原氏は広い心の持ち主であった。彼は廉直高潔の士であった。私は強い感動をおぼえた」[96] … 「杉原ビザ」の受領者の代表だったゾラフ・バルハフティクの言葉。
- 「神と共に行け、センポ・スギハラ。あなたは、天国においても、必ずや輝ける地位を占められることでしょう」[226]… 千畝の没後、ソリー・ガノール[227]が述べた追悼の言葉。
- 「政府の命令に背き、良心に従った杉原さんがいなかったら、私たちの誰も存在しなかった。私たちが歩み続けた暗い道の中で、杉原さんの星だけが輝いていた」[注釈 67] … 「杉原ビザ」受領者、アンナ・ミローの言葉。
- 「あなたは、自分の家族や将来を犠牲に出来ますか？ 政府で働いていて汚職を発見したら、それを告発できますか？ 杉原氏はそんな誰もができないことを世間の常識にとらわれずやり遂げたのです」[229]… 「杉原ビザ」受領者、マーシャ・レオンの言葉。
- 「一言で言えば『古武士』のような方で、すべて黙っていて、分かる人だけが分かってくれればいいという、言い訳をしない方でした」[230] … モスクワ駐在員時代に部下だった川村秀の言葉。
- 「杉原さんはユダヤ人とのつながりを周囲に喋ったりしない人だった。私も、新聞の記事で実情を知ったぐらいですから」[231]… 川村秀の言葉
- 「あまり饒舌な方ではなかったのですが、言葉を選ぶように、私に分かりやすく話そうとしてくれているのがわかりました。私にとってそんな〝千畝さん〟の態度は不思議な感じでした。当時は女性の話を真剣に聞いて、きちんと答えてくれるような男性はほとんどいなかったからです」[232]… 杉原夫人の言葉。
- 「非人間的な行為に対抗する勇気には、国籍や人種や宗教の壁などないということを示した」… トーマス・バーゲンソール （国際司法裁判所判事）の言葉[注釈 68]。
- 「私のような迫害を受けているものの苦しみを理解し、ただ深い同情を寄せる以外は何の理由もなく、私たちを死の淵から救ってくれたスギハラの行為は、生命を賭して厳しい困難に立ち向かう高貴な道義心を備えた偉大な人物にしかできないことです。もし彼がいなかったら、私はいまここにいません。スギハラのような男は、百年に一度しか現れませんよ[234]」… 「杉原ビザ」受領者、ヘンリー・クロンゴールド[注釈 69]の言葉。
- 「杉原さんがビザを出したというのに、私たちが駄目という理由はありませんよ」[235] … ハルビン学院の後輩・根井三郎（ウラジオストク総領事代理）の言葉。
- 「自分についてはまったく話さなかった。誰にでも温かく接する人柄だし、決して、上から見下ろしたり、差別したりしなかった」[229]… 川村秀の言葉。

## 日本国政府の対応
アメリカ合衆国統治下の日本である1946年から47年に行なわれた行政整理及び臨時職員令に基づく国家機構の縮小（約700人が縮小による退職）の結果、杉原を含む当時の外務省も職員の3分の1が依願退職となった 。 また、1944年という終戦前の勤務中に「勲五等瑞宝章」を受章し、ビザの発行活動から戦後の人員整理による退職までの間、昇給・昇進も順調にしていた。杉原は外務省に入省したが、最初は通訳官という属官というノンキャリア組だった。実際に杉原は命のビザを発給したリトアニアのカウナスからチェコスロバキアのプラハへ転属、最終的にルーマニアのブカレストへ転勤して、1943年に在ルーマニア公使館に勤務中に、ウィーン条約で「外交官」身分となる三等書記官に昇進している。それまでは、領事館員という非外交官の立ち場であった。また、規定違反対象への発行行為へ注意はあったものの、譴責を含め処分はなかった。そのため、他の退職金・年金についても減額等は受けていなかった。当時の外務次官だった岡崎勝男から、それまで勤務への感謝する実筆の私信と特別に金一封を贈られた。  ラビ（ユダヤ教の宗教指導者）であるマーヴィン･トケイヤーは、杉原がビザ発給で処分を受けていたとしたら、叙勲（1944年）に得ることは有り得なかったとし、 戦後の依願退職についても当時の日本政府はアメリカ占領軍の下で一切の外交機能を奪われていた時期であり、「外務省を追われたというのは作りごとである」と述べている。そして、 杉原が日本でも「ユダヤ人を救った人道主義者である」と賛美されているのならば、大日本帝国陸軍軍人で戦前に数多くのユダヤ人を救った樋口季一郎や安江仙弘を同じように称えるべきと語っている。マーヴィンは「 私は樋口や安江も（日本国内で）同じように扱われるべきだと思う。」と述べている。

### 「SEMPO SUGIHARAという外交官は存在しない」
リトアニアの人々には千畝（ちうね）という名前が発音しにくかったことから、千畝は、呼びやすいように名を音読みにして「せんぽ」と名乗っていた。そのため、リトアニアでは「センポ スギハラ」という名前が定着していた。戦後、リトアニアの人々が「センポ スギハラ」にお礼を言いたいと日本の外務省に問い合わせるものの、本名ではなかったため、外務省はそのような外交官はいないと答えるしかなかった。しかし、リトアニア政府の協力もあり、数名のリトアニア人は杉原千畝に会うことができた。
戦後、千畝の消息を尋ねるユダヤ人協会からの問い合わせに対して、外務省は旧外務省関係者名簿に杉原姓は三名しかいなかったにもかかわらず、「日本外務省にはSEMPO SUGIHARAという外交官は過去においても現在においても存在しない」と回答していた。
また家族以外で「カウナス事件」に立ち会った唯一の証人である新関欽哉（後の駐ソ大使）は千畝の死の翌1987年（昭和62年）、「NHKのテレビコラムで、『私の見たベルリンの最後』という話」をし、「まだ駆け出しの外交官であり、責任ある地位にはついていなかったが、いろいろ劇的な場面に居合わせたので」、それをまとめた回想録『第二次世界大戦下 ベルリン最後の日』(1988) を刊行した。しかし、同書ではリトアニア領事館の杉原千畝に言及しているにもかかわらず、日本公使館にユダヤ難民が殺到するという前代未聞の外交事件に一行も触れていない。
新関は、第二次大戦末期に陥落したベルリン在住百数十名の日本人とともに満洲経由で帰国する。満洲では荷物引取交渉のために2週間満洲里に滞在し、この時新関に協力したのが佐藤鉄松・ハルビン副領事である。佐藤は、在欧時代はケーニヒスベルクに在勤し、杉原を補佐した人物として、千畝のロシア語書簡（ワルシャワ軍事博物館蔵）でも言及されている。新関に関しては、「千畝手記」の抹消部分に「公邸の来賓用寝室には、たまたま外交官試験出の語学研修生N君が、泊まり客として居合わせ」たとされており、戦後も千畝と同じく藤沢市に居住。また、杉原がモスクワ駐在員時代には駐ソ大使であった。帰国後すぐに「外務省政務局第三課に配属され」た新関は、「この課はソ連関係を担当してお」り、「そのころの最も重要な仕事は対ソ和平問題であった」としている。渡欧時に語学研修生で、敗戦時にはベルリン大使館の三等書記官に過ぎなかった新関は、帰国するとすぐに外務省のソ連課に迎えられた。
また千畝退職時に外務省筋から「杉原はユダヤ人に金をもらってやったのだから、金には困らないだろう」などという根拠のない噂が流された時も、新関はそれを打ち消すことをしなかった。歴史学者の杉原誠四郎は、「この人物は押し寄せるユダヤ難民を掻き分けるようにして領事館に入り、そして領事館に一泊した」のだから、「この噂が根も葉もないことであることを、新関欽哉はまっさきに証言しなければならない道義的立場にある」と批判している。
戦後、上述の通り外務省の曽野明が「あらゆる抵抗を排除し、ソ連関係職員の確保に懸命に努力し」たとされるまさにその時期に依願退職を求められた杉原千畝は、26歳の時に『ソヴィエト聯邦國民経済大観』を外務省から刊行してロシア問題のエキスパートとして頭角をあらわし、北満鉄道買収交渉を成功させるなど、省内でその名を知らぬ者はいなかった。「外務省きってのロシア通」と考えられていただけに、千畝の排除を「戦後の人員整理」に帰す政府見解に関して疑いを持つ研究者は少なくなかった。
歳川隆雄は、日本の外務省内には血縁関係者が多く、入省時の語学研修にもとづく派閥が省内人事や外交政策にも影響があるとして、外務省人事の問題点を指摘している。高橋保の渡欧日記に、「杉原千畝氏の家に招かれ、食事を共にする。そこに鴻巣書記生、亀井トルコ商務官、田中書記生など来る。非常に面白いが、色々外務省の欠点、人事など例の如く話す」とあり、杉原手記に「万事勉強不足で有名な外務省」と述べられているように、千畝自身も実際の能力や業績よりも血縁関係や学閥が優先される外務省の人事システムに疑問を持っていた。外務省退職（解雇）後、かつての外務省の同僚たちが「杉原はユダヤ人に金をもらってやったのだから、金には困らないだろう」と噂していることを知ると、普段温厚な杉原は本気で怒り、以後、杉原は外務省関係者と絶縁した。
杉原は、大公使への道を開く文官高等試験（キャリア採用試験）の受験をするために、「子供の教育の関係上」という口実で繰り返し帰国願いを申請したが、外相より「一等通譯官杉原千畝賜暇帰朝許可ス」とされたのは、ミッドウェー海戦の半年後の1942年（昭和17年）12月2日になってからであり、枢軸国側の敗色濃い欧州からの帰国が実現しないまま、敗戦を迎えた。
千畝自身は、カウナス事件に関して、以下のように述べている。「本件について、私が今日まで余り語らないのは、カウナスでのビーザ発給が、博愛人道精神から決行したことではあっても、暴徒に近い大群衆の請いを容れると同時にそれは、本省訓令の無視であり、従って終戦後の引揚げ（昭和二二年四月の事）、帰国と同時に、このかどにより四七才で依願免官となった思い出に、つながるからであります」。

### 作家・学者による外務省批判
東京大学理学部を卒業の後三井物産に勤務していた古崎博は、1940年（昭和15年）、重要な軍事物資だった水銀調達の相談のために、大連特務機関長・安江仙弘大佐を訪問した際、「リトアニアにいた日本領事が、外務省の反対を押し切って、満洲に逃げてくる千人近いユダヤ人に査証を発行して、これをすくったことがある。この領事は外務省から叱られて本国召還をくらったようですがね」と、安江が述べたと主張している。1940年（昭和15年）のこの面談の日付は明示されていないが、難民たちがカウナスの領事館に殺到した7月から、安江がまだ予備役に編入される前の9月、の間であることは間違いない。「本国召還」などは史実と相違しているが、「カウナス事件」という名前で外務省内で問題視されていた千畝にまつわる事件が、在欧武官府から東京の陸軍中央まで伝えられていた事実を証言している。
堺屋太一、加藤寛、渡部昇一らの対談によって、千畝の依願退職に関しては、戦後日本の省庁機能を再建する際に、外務省関係者の間で「カウナス事件」における不服従が問題になり、終戦連絡中央事務局連絡官兼管理局二部一課から、千畝の解雇が進言されたのは事実だと主張された。
渡部昇一がその著作で「杉原は本省の命令を聞かなかったから、クビで当たり前なんだ。クビにしたのは私です」と証言したとする曽野明に対して、加藤寛がその内容を照会したところ、「日本国を代表もしていない一役人が、こんな重大な決断をするなど、もっての外であり、絶対、組織として許せない」と曽野が述べたという。この曽野明と、曽野に引き抜かれた都倉栄二、そして先の新関欽哉こそ、杉原なき外務省で戦後の対ソ外交を主導したキャリア官僚3人であった。
政治学者の小室直樹は、「これは人道的立場からのやむを得ざる訓命違反であって、失策ではない。杉原千畝元領事は、戦後直ちに外務省に呼び戻すべきであった。日本外務省は、日本の外交的立場をぐっと高めるに足る絶好のチャンスを、みすみすと失ったのである」と、日本政府が杉原を実質的に免職にしたことを批判している。

### 謝罪と反対意見
1991年（平成3年）10月には、ソビエト連邦の崩壊を受けたリトアニアとの国交樹立に合わせ、当時の鈴木宗男・外務政務次官が幸子夫人を招き、「杉原副領事の人道的かつ勇気ある判断を高く評価し、杉原副領事の行動を日本人として誇りに思っている」とし、併せて、半世紀にわたり外務省と杉原副領事の家族との間で意思の疎通を欠いていた無礼を謝罪した。この名誉回復に際し、鈴木政務次官は、当時の佐藤嘉恭外務省大臣官房長から、千畝の退官は「日本の降伏に伴う外務省の大規模なリストラの一環でなされたもので、懲戒処分ではないため名誉回復の必要もなく、むしろこの問題には触れない方が得策である」との旨説明を受けたが、なおも名誉回復の必要性を説き、最終的に佐藤官房長から、鈴木政務次官への一任を得たと証言している。なお、2006年3月24日の小泉純一郎総理大臣の答弁書（内閣衆質164第155号）でも、外務省には懲戒処分の証拠文書がないとされている。
しかし、当時外務省在モスクワ大使館に在職していた佐藤優は、その後刊行した『国家の罠』において、その名誉回復すら「当時の外務省幹部の反対を押し切ってなされたものであった」とし、千畝の不服従に対する外務省関係者の執拗な敵意の存在を証言している。
「外務省が詫びる必要はない、と会談そのものに反対したという」などと『朝日新聞』（1994年10月13日付）で取り沙汰され、杉原の名誉回復に反対したと一部マスコミで報じられた当時の外務事務次官小和田恆（元国連大使）は、「そういう報道は心外です。私としては、反対したという記憶はありませんし、私自身の考え方からしても反対するはずがない」とし、自身が杉原領事の立場にいたらどうするかという『AERA』（2000年11月13日号）の取材に対して、「組織の人間として訓令に従うか従わないかは、最終的にその人が良心に照らして決めなければならない問題」と答え、千畝の行為に一定の理解を示した。
1992年（平成4年）3月11日の第123回国会衆議院予算委員会第二分科会において、草川昭三議員の質問に対して、兵藤長雄・外務省欧亜局長は、「確かに訓命違反、その時の服務命令の次元で考えればそうであったけれども、しかしもっと大きな次元で考えれば、（…）数千人の人命を救うかどうかという、より大きな問題がそこにかかわっていたということで、結果的に見れば我々もこの話は美談だったというふうに今見るわけでございます」と、確かに「訓命違反」ではあるが、「数千人の人命を救うかどうかという、より大きな問題」があったとして、切迫した状況における杉原領事の判断を支持した。
2000年（平成12年）、当時の河野洋平・外務大臣の顕彰演説によって、日本国政府による公式の名誉回復がなされた。それは、千畝の没後14年目、そして生誕100年という節目のことであった。
2019年10月21日に「杉原千畝記念財団」が杉原が参議院に提出した履歴書と人事記録を発見したと発表。履歴書によると、外務省の退職については依願退職であった事が判明した。

### 転属・戦後の人員整理・再就職
1946年（昭和21年）から外務省のみならず行政組織全体に対して行われていた「行政整理臨時職員令（昭和21年勅令第40号）」に基づく機構縮小によるリストラの一環（当時の外務省職員の三分の一が退職）における千畝自身による依願退職である。リトアニアでの命ビザ発給後には避難命令で別の国の領事館へ転属している。最終的に1945年（昭和20年）のソ連による1945年からのルーマニアのブカレストにおける収容所への収容から1947年の送還まで、チェコスロヴァキアの在プラハ総領事館総領事代理（1940年-1941年2月28日）やドイツの在ケーニヒスベルク総領事館総領事代理（1941年2月28日-11月）、ルーマニアの在ブカレスト日本公使館一等通訳官（1941年11月-1945年ソ連による捕虜収容所収監まで）を歴任し、7年間に渡り外務省で勤務し続ける中で昇給、昇進をして、1944年（昭和19年）には勲五等瑞宝章を受章していること、退職金や年金も支給されていることから、杉原にとって不名誉な記録は存在しないというのが政府の公式見解となっている。杉原が1947年9月に外務省の現役やOBでつくる「霞関会」の会報に、外務省と関係のある財団法人に再就職した自身の近況を寄稿していた。1948年杉原が参院事務局への就活をする際に提出した履歴書も発見されている。外務省を辞めたのは依願退職で、1947年の帰国前からGHQによる人員整理（「行政整理臨時職員令（昭和21年勅令第40号）」）の対象になっていたと書かれていた。
元イスラエル大使の都倉栄二（東京外国語学校（現東京外国語大学）露語科卒）は自分が「行政整理臨時職員令（昭和21年勅令第40号）」に基づく機構縮小で、当時の外務省職員の三分の一リストラとなった時も  外務省から雇用継続された理由として、対ソ連人材として評価されたからだと語っている。当時、ソ連課の若い課長代理として活躍していた外交官である  曽野明が、「今後の日本はアメリカとソ連の両大国との関係が非常に大切になってくる。特にソ連は一筋縄ではいかぬ相手であるだけに、わが国の将来を考えるならば、一人でも多くのソ連関係の人材を確保しておくべきである」と述べたことを証言している。都倉は、千畝から3ヶ月も遅れてシベリア抑留から復員したにもかかわらず、外務省勤務が即刻認められ、「ソ連関係の調査局第三課にこないか」と曽野から直接誘われている。戦後ソ連の収容所から帰国を果たした後、千畝は1947年（昭和22年）に外務省を辞職。幸子夫人によると岡崎勝男・外務事務次官から口頭で「例の件」の責任を免官の理由として告げられたと主張している。

## 年表
- 1900年（明治33年） - 1月1日、岐阜県武儀郡上有知町（現在の美濃市）で生誕。
- 1901年（明治34年）父好水の上有知税務署勤務により同地に継続して居住する。
- 1903年（明治36年）福井県丹生郡朝日村(現在の福井県丹生郡越前町)へ転居する。
- 1904年（明治37年）三重県四日市市へ転居する。
- 1905年（明治38年）10月25日 岐阜県恵那郡中津町（現在の岐阜県中津川市）へ転居する。
- 1906年（明治39年）4月2日 中津町立尋常高等小学校尋常科（現在の岐阜県中津川市立南小学校）へ入学する。
- 1907年（明治40年）3月31日 三重県桑名郡桑名町第一尋常小学校（現在の桑名市立日進小学校）へ転校。同年12月に父杉原好水が韓国統監府の聘用のため単身赴任。その後、名古屋古渡尋常小学校（現在の名古屋市立平和小学校）へ転校する。
- 1909年（明治42年）3月1日 愛知県から「操行善良学力優等」により表彰される。
- 1912年（明治45年） - 古渡尋常小学校（現・名古屋市立平和小学校）を全甲（現在の「オール5」）の成績で卒業。
- 1917年（大正6年） - 愛知県立第五中学校（現・愛知県立瑞陵高校）卒業、京城へ転居。
- 1918年（大正7年） - 京城府より上京、早稲田大学高等師範部英語科（現・早稲田大学教育学部英語英文学科）予科入学。
- 1919年（大正8年） - 早稲田大学中退。外務省留学生採用試験受験に合格。外務省ロシア語留学生としてハルビンに渡る。
- 1920年（大正9年） - 朝鮮京城府龍山歩兵79連隊9中隊に一年志願兵として入営。
- 1924年（大正13年） - 在満洲里領事館に外務書記生として採用（現地任官）。在ハルビン日本総領事館勤務を命じられる。
- 1926年（大正15年） - 『ソヴィエト聯邦國民経済大観』を外務省より刊行。
- 1929年（昭和4年） - 日露協会学校講師を命じられる。わ)40)
- 1932年（昭和7年） - 満洲国外交部特派員公署事務官（薦任六等）となる。
- 1933年（昭和8年） - 満洲国側書記官に任命される。
- 1934年（昭和9年） - 満洲国外交部理事官、政務局ロシア科長兼計画科長に任命される。
- 1935年（昭和10年） - 東清鉄道譲受交渉の満洲側の実務担当官として、対ソ連外交を有利な解決に導く。満洲国外交部依願退官後、外務省大臣官房人事課勤務、情報部第一課勤務を命じられる。
- 1936年（昭和11年） - 日露漁業交渉の通訳官としてペトロパブロスクに着任、半年後モスクワ日本大使館二等通訳官に任命される。菊池文雄（香川県志度商業高等学校校長）の長女・幸子と結婚。
- 1937年（昭和12年） - ソ連より杉原の入国拒否通告されたため、フィンランドの在ヘルシンキ公使館へ転勤。
- 1939年（昭和14年） - 7月、リトアニアの在カウナス領事館・領事代理に任命される。赴任4日後にドイツによるポーランド侵略が発生[268]。ドイツがポーランド西部侵略から16日後にソビエト連邦によるポーランド侵攻も発生。（モロトフ＝リッベントロップ協定）
- 1940年（昭和15年）- 7月、領事館に救いを求めてやって来たユダヤ避難民等に同情し、本省の訓命に反して通過ビザを発給。1940年8月3日にリトアニアの親ソ派代表団がモスクワにて、ソヴィエト連邦への編入を申請。同日にソビエト連邦最高会議がこれを認めたことで、リトアニアは、ソビエト連邦構成共和国の一つとなった（リトアニア・ソビエト社会主義共和国）[269]。 以降に外務省より領事館退去命令。8月31日領事館閉鎖。9月4日、カウナス駅より国際列車で退去、ベルリン経由にてチェコスロヴァキアの在プラハ総領事館に着任[6]。
- 1941年（昭和16年） - 2月28日、ドイツ領の在ケーニヒスベルク総領事館勤務を命じられる。11月、ルーマニアの在ブカレスト公使館勤務任命、一等通訳官に任命される[6]。
- 1943年（昭和18年） - 三等書記官に任命。
- 1944年（昭和19年） - 勲五等瑞宝章を受章
- 1945年（昭和20年） - ソ連軍によって、ブカレスト郊外のゲンチャ収容所に連行・収監。
- 1946年（昭和21年） - ソ連から出国許可がでて、ブカレストを発ち帰国の途につく。
- 1947年（昭和22年） - 4月、博多経由で帰国。6月7日、外務省を依願退職。同年9月に外務省の現役外交官やOBでつくる「霞関会」の会報にて、同省と関係のある財団法人へ再就職した近況を寄稿[180]。
- 1981年（昭和56年） - ゲルハルト・ダンプマン『孤立する大国日本』にて杉原への献辞が掲載。
- 1985年（昭和60年） - イスラエル政府より日本人として初めてヤド・ヴァシェム賞を受賞し、「諸国民の中の正義の人」に列せられる。受賞メダルには、タルムードから引用された「ひとりの命を救うことは全世界を救うのと同じである」という句[注釈 74]が刻まれていた。現在でも、エルサレム郊外のベート・シェメッシュの丘には千畝の顕彰碑が建っている。
- 1986年（昭和61年） - 7月31日、鎌倉市内の病院で逝去（86歳）。
- 1990年（平成2年） - 6月30日、『六千人の命のビザ[155]』の初版刊行。
- 1991年（平成3年） - 7月7日、日本テレビ系列局、『知ってるつもり?!』が、杉原千畝を主人公として取り上げる。9月、リトアニア政府のヴィータウタス・ランズベルギス議長は、杉原の功績を讚えるため、ヴィリニュス（首都）の通りの一つを「スギハラ通り」と命名する。
- 1992年（平成4年） - 12月18日、杉原幸子夫人の著書にもとづく『命のビザ』が、フジテレビ系列で放映。加藤剛と秋吉久美子の演技で、日本中で「杉原千畝」の名前が知られる。
- 1993年開館の「アメリカ合衆国ホロコースト記念博物館」（米国ワシントンD.C.）にChiune Sugiharaのコーナーが設けられた。[270]
- 1996年（平成8年） - 8月26日、駐日ポーランド大使、ヘンリック・リプシッツより、幸子夫人にポーランド復興勲章のなかの「コマンドルスキ十字勲章」（三等）が授与される。
- 1997年（平成9年） - 映画『ビザと美徳』（千畝役は日系米人のクリス・タシマ）が米国で上演され、翌年、第70回アカデミー賞短編実写部門賞受賞。
- 1998年（平成10年） - イスラエルを初めに、日本[271]（2000年）、ガンビア、グレナダ領グレナディーン諸島（2002年）、リトアニア（2004年）等、各国郵政省で千畝の記念切手が発行される[272]。
- 2000年（平成12年） - 杉原の生誕百周年に当たり、杉原の業績をたたえる顕彰プレートが外務省外交史料館に設置される。顕彰プレートには、「勇気ある人道的行為を行った外交官杉原千畝氏を讃えて」等の文言が記載されている。10月10日の除幕式には、イスラエル及びリトアニア各臨時代理大使、杉原幸子夫人らが参列するなか、当時の河野洋平・外務大臣が顕彰演説を行い、日本政府による公式の名誉回復がなされた。11月18日、「平和の鐘（ちうねチャイム）」が千畝の母校の名古屋市立平和小学校に設置される。11月19日、カナダ在住の天文学者・楊光宇が新しく発見した小惑星を「杉原」(25893 Sugihara) と命名。岐阜県八百津町に杉原千畝記念館が設立され、以来来館者は年間約2万人を数える[273]。
- 2001年（平成13年） - 母校の早稲田大学の構内に記念碑が建立される。米国で杉原千畝記念 "Do the Right Thing"（正しいことをしよう）エッセイ・コンテスト始まる。7月31日、東京タワーの蝋人形館にて杉原千畝像が設置される。
- 2002年（平成14年）リトアニアの作曲家、ヨーナス・タムリオーニスに委嘱された "Natus in curas"（苦難の中の獅子）[注釈 75]が、早稲田グリークラブの第50回定期演奏会で扱われる[274]。
- 2005年（平成17年）10月11日 - 反町隆史と飯島直子を主演とし渡辺孝好監督によって製作された『日本のシンドラー杉原千畝物語 六千人の命のビザ』が、「終戦60周年記念ドラマ」として読売テレビ系列で放送される。米国テレビ局 Sugihara: Conspiracy of Kindness[275]を放映。
- 2006年（平成18年） - 福井テレビ、『扉開きしのち 敦賀に降り立ったユダヤ人の軌跡』を放映。
- 2007年（平成19年） - 5月26日、明仁天皇・美智子皇后夫妻がリトアニアの杉原千畝の記念碑を訪問[276]。同日ビリニュス発共同通信は、リトアニア大統領ヴァルダス・アダムクスが歓迎昼食会の際に、杉原領事代理が「両国の間に特別な懸け橋をつくり」、「人道的な功績で国民の尊敬を集めている」と賛辞を贈った。10月10日に、ポーランド大統領レフ・カチンスキより叙勲が決定。
- 2008年（平成20年） - 1月16日、東京都目黒区にあるポーランド大使館でポーランド大使から、千畝の孫・千弘（長男・弘樹の息子）にポーランド復興勲章のなかの「星付きコマンドルスキ十字勲章」（二等）が手渡される。これは五段階中上から二番目の勲章であるが、一番上の勲章が授与されることはほとんどなく、実質最高位とされている。10月8日幸子夫人逝去（94歳）。
- 2009年（平成21年） - 7月、オリコンの「世界に誇れる日本人」のランキングにおいて、外交官として唯一人ベストテンに入る[277]。10月13日、在シカゴ日本総領事館において、「杉原千畝を偲ぶ夕べ」を開催。
- 2010年（平成22年） - 5月5日から7月25日まで、米アトランタのキング牧師記念館で、「命のビザ ユダヤ人たちを救った外交官」と題する展示が行われる。5月28日、リトアニアの首都ビリニュスで、ビルギニア・ブデネ大統領上級補佐官や日本初の女性大使である明石美代子日本大使ら約20人が出席するなか、広島の爆心地で原爆の熱線を浴びた路面電車の敷石に平和を祈る女性像を刻んだ「祈りの石」が、杉原千畝ゆかりの公園で贈呈される。10月18日、「あいちトリエンナーレ2010」において、舞踏家スティーヴン・コーヘンが『The Wandering Jew – 杉原千畝の崇高なる記憶に捧ぐ』と題するパフォーマンス（在日フランス大使館後援）を行う。
- 2011年（平成23年） - 1月27日、日独交流150周年記念行事として、「諸国民の中の正義の人と見られた日本のシンドラー杉原千畝副領事」と題する講演がパッサウで催される。3月、米国のユダヤ人組織であるオーソドックス・ユニオンが、東日本大震災によって被災した人々に対する義援金を募るにあたり、「窮状にある人々に手を差し伸べることは、主のいつくしみの業に倣うこと」であり、「今こそ、身職を賭して通過ビザを発給し、リトアニアから6,000人ものユダヤ人を救ってくれた杉原夫妻の恩義に報いる時である」[196]との声明。10月24日、千畝の母校の早稲田大学において、顕彰碑が建立される。
- 2012年（平成24年） - 2月27日、来日したリトアニアのクビリウス首相が野田佳彦首相に「故杉原氏がユダヤ人を助けたことはリトアニアの日本理解に大きな影響を与えている」と述べる。3月22日、フロリダ州ボカラントン市で千畝の功績を記念する式典が挙行され、ニューヨーク総領事館から川村泰久首席領事をはじめ約100人が出席。5月5日、年4回の季刊誌として、杉原千畝研究会から『せんぽ -- The World of Chiune Sugihara』が創刊される。
- 2013年（平成25年）- 2月21日、白石和子駐リトアニア大使が、岐阜大学で「日本とリトアニアの関係について」と題する講演を行う[278]。3月9日、「命のビザ」の実態調査をした敦賀の日本海地誌調査研究会（会長：井上脩）が「野の花文化賞」を受ける[279]。9月10日、千畝のひ孫の杉原織葉（おりは）が、ミュージカル「SEMPO」に出演[280]。
- 2015年（平成27年）- 12月5日、東宝映画『杉原千畝 スギハラチウネ』（千畝役は唐沢寿明）が公開された[281]。6月18日、岐阜県八百津町が杉原が書いたビザなどの資料をユネスコ記憶遺産に申請することを発表[282]。9月4日、杉原の業績を称える記念行事がカウナスで開かれる[207]。
- 2015年6月、岐阜県八百津町は、杉原関連の資料をユネスコ世界文化記憶遺産への登録を目指す前段階として文部科学省ユネスコ国内委員会へ国内選考の申請書を提出した[要出典][283]。
- 2016年5月、国内選考を通った八百津町は、パリ・ユネスコ本部の世界の記憶(世界記憶遺産)選考委員会へ申請書を提出。その後、この申請書に記載された杉原の生誕地・八百津町の記述と資料として提出された杉原の手記2点について、ベルギー在住の杉原伸生(千畝の四男)と杉原千畝研究者である古江孝治は真正ではなく疑義があると指摘した[要出典][注釈 76]。
- 2017年2月、八百津町は、パリの選考委員会へ送った申請書の記載から杉原の生誕地・出身地とした記述を削除し、また手記2点も取り下げた[要出典][284]。
- 2017年11月未明、八百津町が申請していたユネスコの杉原関連の資料(杉原リスト)が、世界の記憶(世界記憶遺産)に不登録となった[要出典][285]。
- 2015年（平成27年）千畝の顕彰プレートがカウナス市内ホテルメトロポリスとカウナス鉄道駅に設置される[286]。元日本大使白石和子（個人）からの寄贈で、カウナスのスギハラ記念館（現地の有志で運営している）も顕彰プレート作成費用一部負担[要出典]。白石は2015年現在、外務省特命全権大使、女性、人権人道担当兼北極担当。ホテルメトロポリスは杉原が領事館を退去した後滞在しビザを発行し続けた記念の場所。カウナス駅は発車する汽車の窓からも最後のビザを発行した記念の場所。

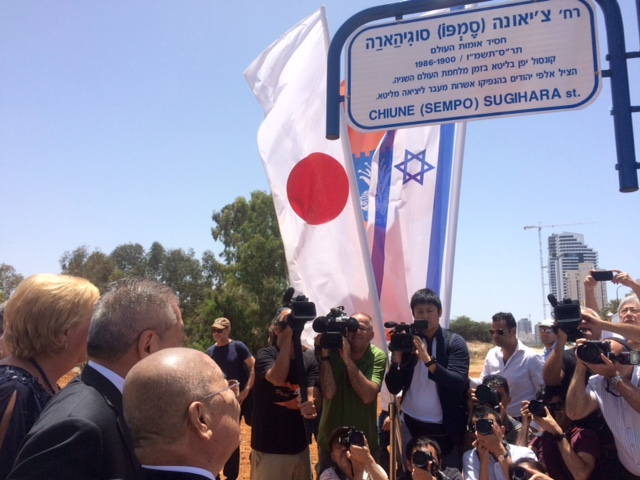
イスラエルのネタニアにあるスギハラストリート

- 2016年（平成28年）杉原千畝死後30年を記念して、イスラエルの地中海沿いの町ネタニヤ市にスギハラチウネ通りが造られた。同年6月7日にミリアム・ファイアベルグ（Miriam Feirberg）市長の主催で隣接する斑目力曠プラネタリウムに於いて杉原千畝四男の伸生エシン夫妻、日本からは斑目夫妻と家族も含め40数名の友人、多数のサーバイバーの出席者を迎えてこの通りの命名式典と除幕式が行われた。斑目力曠氏寄贈のプラネタリウムはプラネタニアと呼ばれイスラエルの子供も大人も大宇宙を見つめこの地球上の平和を考えさせる同氏の願いで出来たもの。杉原千畝通りは同氏からネタニヤ市への推薦。
- 2016年（平成28年）6月30日、杉原終焉の地である鎌倉市議会で、「人道的行為を尽くされた杉原千畝さんを顕彰することに関する決議」が全会一致で可決された[209][287]。
- 2016年（平成28年）7月13日、四男伸生がエシン夫人と鎌倉市役所を訪れ、松尾崇鎌倉市長、中沢克之鎌倉市議会議長と面会。その後鎌倉市議会議場で、中沢克之議長から「人道的行為を尽くされた杉原千畝さんを顕彰する事に関する決議」文を受け取った。「大変光栄です。父も喜んでいます」と議場で感謝を述べている[211]。

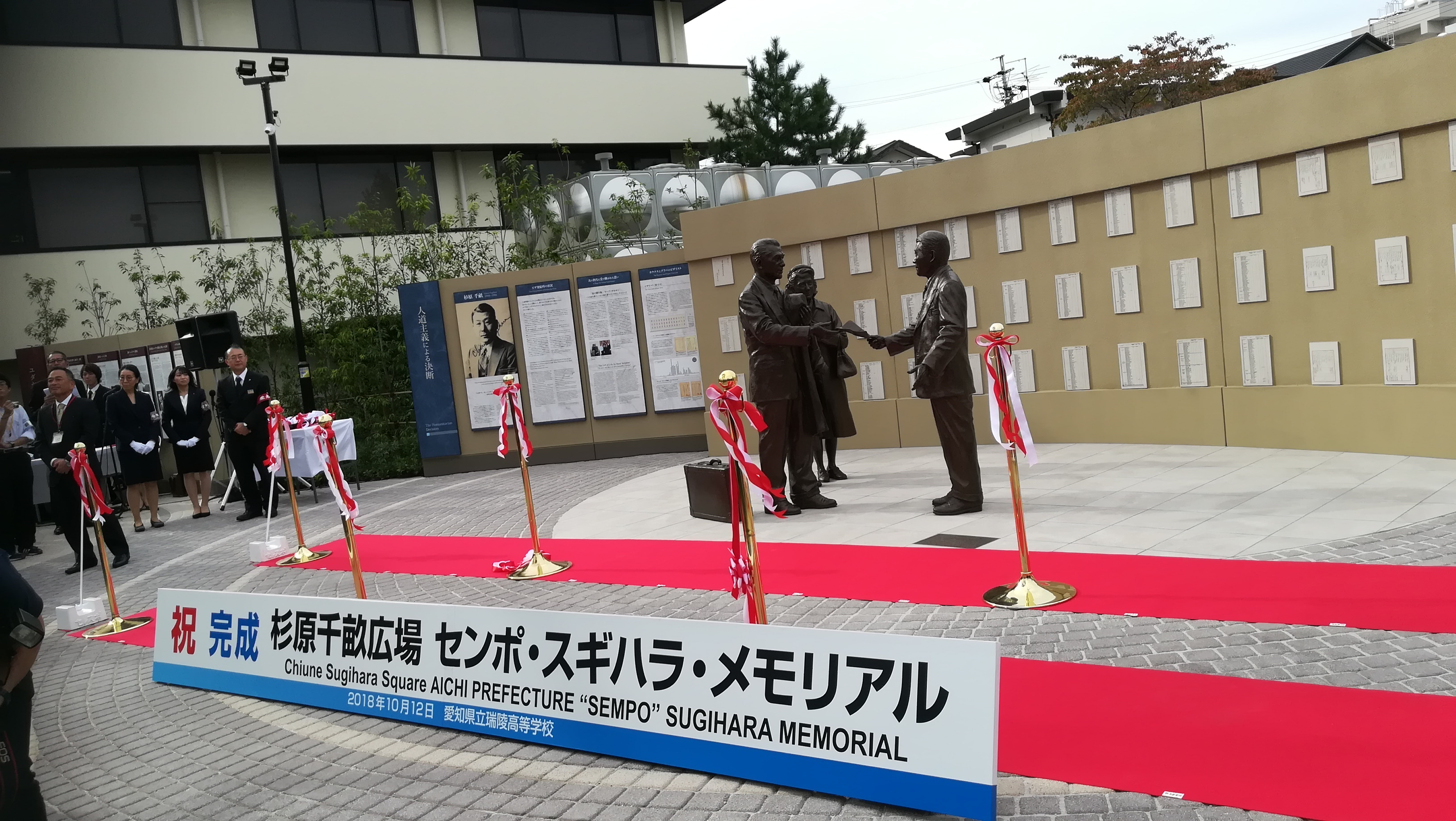
瑞陵高校に設置された顕彰施設「杉原千畝広場センポ・スギハラ・メモリアル」（2018年10月12日）

- 2018年（平成30年）10月1日、一般財団法人杉原千畝記念財団（東京都港区、代表理事松本洋）が認可される。
- 2018年（平成30年）10月12日、杉原が通った当時の名古屋の愛知第五中学校（現在の愛知県立瑞陵高校）に、愛知県による顕彰施設「杉原千畝広場センポ・スギハラ・メモリアル」が設置され、完成記念式典およびレセプションが行われる。
- 2019年（平成31年）2月12日、1985年にイスラエル政府から「ヤド・バシェム賞」を贈られ、ベトシェメシュ近郊で行われた植林と顕彰碑について、15年ほど前に行われた宅地造成工事により、植林の一部伐採と顕彰碑が破壊された可能性があり、顕彰碑は現在所在不明になっていると報じられた[288]。
- 2019年（平成31年）3月23日 NPO杉原千畝命のビザ、ミュージカルSEMPO 主催 「杉原千畝Sempo Museum」 が東京、八重洲に開館（2021年9月30日、地区再開発事業の為、閉館）。イスラエル大使、ポーランド大使、オランダ大使、リトアニア大使、アメリカ首席公使、カナダ首席公使、がオープニングに出席。また、カナダよりサバイバー遺族を代表してブルマン家が参加。式典は盛大なものとなった。ミュージアムには杉原ビザを物語る歴史的資料が展示され、東京で初めてユダヤ人のホロコーストに関連する場所として開館した。 展示は初公開として杉原千畝自筆手記、勲章、家族の思い出の資料なども展示され、杉原リスト2139人の名前も壁一面に貼り出されていた。
- 2019年（令和元年）5月3日、イスラエルにおけるホロコースト記念日に合わせ、イスラエル中部の公立学校にて杉原の功績をたたえる式典が行われ、新たに植林と記念碑の設置が行われた[289]。
- 2022年（令和4年）10月11日、エルサレム市は、同市南西部にある広場を「チウネ・スギハラ広場」と命名し、記念式典を開き顕彰した[290][291]。

## 関連人物

### ハルビン学院時代
根井三郎
1902年（明治35年）、現在の宮崎市佐土原町に生まれる。日露協会学校の二期生で、元・ウラジオストク総領事代理。シベリア鉄道を使って遙々やって来た難民の窮状に同情し、書類不備を理由に日本入国に難色を示す外務本省に抗議する他、自身も独断でビザを発給していた。ロシアのみならず、中東情勢にも詳しく、「列国の注目を集める新興国イラン」（『世界知識』13:03, 1940年）などの論文で知られる学究的側面もあった。戦後は法務省に移り、名古屋入国管理事務所所長を最後に引退。1992年（平成4年）に、90歳で没した。『自由への逃走』に登場。
伊神孝雄
ハルビン学院の18期生で、元・セントラルパーク社長。「人道の丘公園」の発案者として、『六千人の命のビザ』に登場。『日本に来たユダヤ難民』の邦訳 (1992) の巻末に、「世界平和と杉原精神」と題する後書きを寄せる。
笠井唯計
ハルビン学院の13期生で、ドイツ語とロシア語に堪能な元・在ベルリン満洲国大使館一等書記官。貴重な在欧体験を語る講演会（岐阜歴史と医学を語る会「激動の昭和史と外交官」1994年1月30日）なども行う。『自由への逃走』『サキエル氏のパスポート』に登場。

### 満洲国外交部時代
広田弘毅
杉原が尊敬していた外交官・政治家。元外務大臣。元貴族院議員。第32代内閣総理大臣。千畝の長男で『六千人の命のビザ』の英訳者である「弘樹」の名前は、広田「弘毅」にちなんだもの。ウクライナ出身のユダヤ系音楽家のレオ・シロタを庇護。レオの娘である ベアテ・シロタ・ゴードンのアメリカ留学のために米国大使館と交渉。ベアテは、戦後 GHQ民政局の一員として来日して、日本国憲法の人権項目の策定に携わり、女性の権利拡大に尽力。
大橋忠一
満洲国外交部時代の直属の上司。元衆議院議員。元カンボジア大使。著書に『太平洋戦争由来記』など。
下村信貞
旧制第五高等学校（熊本）に入学し、東大法科卒後、満鉄入社。大連工業専門学校教授等を経て、大橋忠一が千畝と同時にハルビンから帯同。満洲国外交部総務司計画科に薦任五等官として着任。ノモンハン事件の収拾に尽力。終戦時、外交部次長の要職にあったため、ソ連軍に連行され、ハバロフスク収容所に収監され同地で没する。

### カウナス領事館時代
ソリー・ガノール
カウナスの少年時代に千畝と交流があった。子供好きであった千畝から日本の切手をもらったなどのエピソードを語るも、杉原幸子はカウナスのユダヤ人との交流は無かったと述べた。少年時代、迫害を受けていたユダヤ人に対し自分の小遣いから食糧を買い与えたりしており、杉原がビザ発給を決断した背景には、ガノールの存在が大きく関係している。ダッハウ強制収容所に収監されていたところを、日系二世部隊に救出される奇遇にあうことは、『日本人に救われたユダヤ人の手記』に詳しい。2020年8月にテルアビブ近郊で93歳で死去。
ゾラフ・バルハフティク
カウナスで杉原からのビザ受領交渉にあたったユダヤ難民のリーダー。1948年5月14日のイスラエル独立宣言の署名者の一人。ワルシャワ大学出身で法学博士、神学博士。後にイスラエルの宗教大臣になり、千畝の「諸国民の中の正義の人」賞受賞のために尽力。『日本に来たユダヤ難民』(1984)と題する有名な回想録がある。
レオ・メラメド
シカゴ・マーカンタイル取引所の名誉会長。「先物取引」の父。「杉原ビザ」受領者の一人。自伝に日本滞在記がある。東日本大震災後に犯罪が急増しなかった日本に関し米国で称賛の声が上がっていることに対して、「米国人にはかなりの驚きだっただろう。でも私には驚きはみじんもない。日本人は世界で最も礼儀正しい人々だから」という見解を示した。
シルビア・スモーラ
「杉原ビザ」受領者。アルバート・アインシュタイン医科大学教授（医学博士）。『レイチェルとアレックス』(Rachel and Aleks, 2007) と題する、両親のポーランドからの逃避行を描いた歴史小説があり、この小説の第1部が、安藤富雄により、「自由への旅路」という邦題で訳出されている。
ジョン・ストウシンガー
プラハにおける「杉原ビザ」受領者。国際政治学者。サンディエゴ大学名誉教授（ハーバード大学 Ph.D.）。バンクロフト賞受賞者。2001年11月8日、福山市のホロコースト記念館館長の大塚信による招聘で記念講演を行った。杉原との運命的な邂逅を著書『なぜ国々は戦争をするのか』上下（国書刊行会、2015）の「エピローグ」で描いている。
サミュイル・マンスキー。
「杉原ビザ」受領者。チェスナッヒルのテンプル・エメスに杉原のメモリアル・ガーデンを作り、顕彰碑の碑名には、「獅子のような心を持つ力ある者」（「サムエル記」II、17章10節）が選ばれた。
モシェ・ズプニック
ポーランドにあったミラー神学校の元生徒代表。杉原とビザの受給交渉をし、他の神学生全員とともに救われた。ニューヨークでラビ（ユダヤ教の聖職者）を務め、2010年没。
ミハウ・リビコフスキ
ポーランド軍少佐。陸軍大学を卒業後、参謀本部第二部ドイツ研究課に配属。小野打寛（ラトビア駐在武官）、小野寺信（スウェーデン駐在武官）及び杉原らと協力し、日本側に独ソ間の情報を提供。その見返りに、日本や満洲国のクーリエを用いて、ロンドンのポーランド亡命政府にドイツやソ連の情報を送る。
アルフォンス・ヤクビャニェツ
別名「クバ」。ポーランドの諜報将校。カウナスとベルリンで、千畝の情報収集に協力。1941年ドイツに逮捕され、ザクセンハウゼン強制収容所で処刑。
レシェク・ダシュキェヴィチ
別名「ペシュ」。ポーランド亡命政府の陸軍中尉。カウナス、ベルリン、ケーニヒスベルクで杉原の情報収集に協力。
ヤン・ズヴァルテンディク
スリナム、キュラソーなど中南米のオランダ領の渡航には入国ビザを必要としないと難民のパスポートにスタンプを押し、ユダヤ難民救済に一役買った在カウナス・オランダ名誉領事。杉原千畝とは面識も協力関係も無かった。

### モスクワ駐在員時代
川村秀
日露文化センター代表。早稲田大学文学部ロシア文学科卒業。ロシア科学アカデミー東洋学研究所を設立したロシア史家。杉原がモスクワ駐在時代に結婚式の仲人を務めた部下で、現在は杉原に関する著述や講演（「日露関係における広瀬武夫と杉原千畝」2010）も行っている。歌手でエッセイストの川村カオリと俳優の川村忠の父で、家族も含め正教徒。また実兄に、芥川賞作家の川村晃。『杉原千畝の悲劇』に登場。38歳で亡くなった歌手の長女・川村カオリの葬儀が行われたのは、戦後千畝が通った神田のニコライ堂であり、杉原は付属するニコライ学院でかつてロシア語を教えていた。
田村俊介
モスクワで貿易会社在勤時代の同僚。大阪外国語大学ロシア語学科卒業。登山家。むさしの・多摩・ハバロフスク協会専務理事。『中央アジアの探検』（プルジェワルスキー著、白水社。上巻1982年8月、下巻1982年9月）、『タイガを通って―極東シホテ・アリニ山脈横断記』（アルセーニエフ著、平凡社〈東洋文庫 786〉、2009年6月）などの訳者としても知られる。『杉原千畝の悲劇』。
萱場道之輔
1977年8月4日、FNNモスクワ支局長(フジテレビ社員)だった萱場道之輔は、モスクワのホテルに滞在していた杉原千畝にインタビューした経験を持つ。この時のインタビューにおける千畝の肉声は、岐阜県加茂郡八百津町にある人道の丘公園の杉原千畝記念館及び福井県敦賀市の資料館「人道の港 敦賀ムゼウム」聞くことができる。

## 公開されている個人情報
千畝は早稲田大学在学中に早稲田奉仕園でキリスト教関係の活動に携わった。また、1916年からのハルビン時代の1924年に家庭はユダヤ人でロシア正教徒の白系ロシア人女性クラウディア・アポロノヴァと結婚して、同年にロシア正教の洗礼を受けて、洗礼名セルゲイ、父称パブロビッチを得ていて、彼の様々な決断はこうした信仰に支えられていたといわれる。

### 元親族
クラウディア・セミョーノヴナ・アポロノワ（1903年（または1905年） -?）
セミョーノフ将軍幕下経理部長、セミョーン・アポロノフの長女。チタ女学校卒。音楽に堪能であった。

### 杉原家
杉原幸子（1914年 - 2008年）と再婚
妻で歌人。『六千人の命のビザ』の著者。正教徒（聖名はマリヤ）。香川県志度商業高等学校の校長であった菊池文雄の長女。祖父は岩手県遠野神社の宮司。ドイツ語とロシア語に通暁。神奈川県歌人会委員、『朝日新聞湘南版』歌壇選者。作品に『歌集 白夜』（大正出版）など。
杉原弘樹（1936年 - 2001年）
長男。正教徒（聖名はイアコフ）。名前の由来は、北満鉄道譲渡交渉の際の最高責任者で、千畝が自身の外交手腕を高く評価してくれた広田弘毅元首相（戦後の極東国際軍事裁判で死刑）を尊敬していたことから命名された。
神奈川県立湘南高等学校を卒業後米国カリフォルニアに留学。翻訳家。『六千人の命のビザ』を英訳。「ドイツにおける日本年」(2001) に、ベルリンの日本大使館において講演した際、「僕はまだ子供だったが、ビザを書いたあの時の父の姿を僕は覚えている。今、あの時を振り返り、父の姿を思い出すに、あれは父の心の中に眠る日本人としての《侍魂》があのビザを書かせたのだと僕は思う」と語る。
杉原千暁（1938年 - 2010年）
次男。1938年にヘルシンキで生まれる。2002年米国ロスアンジェルスのリトル東京で杉原千畝の銅像建立に招待される。「父は同じ人間として助けたと信じている」と感謝した。
杉原晴生（1940年 - 1947年）
三男。7歳の時、小児がんを患い他界。
杉原伸生（1949年 - ）
四男。1968年にイスラエルヘブライ大学にイスラエル外務省とユダヤ基金から給費留学生として招待される。千畝の子供で唯一存命。1985年、エルサレム郊外の千畝の森植樹祭に千畝の代理として出席以来、世界各国の数多くの千畝関連イベントに招待を受け出席している。NPOスギハラ（ベルギー）代表。一般財団法人杉原千畝記念財団の名誉顧問。
他に、CBCテレビアナウンサーの竹地祐治が、姪孫（竹地の祖母が杉原千畝の妹）にあたる。

## 杉原千畝を扱った作品

### 舞台芸術
- 1992年（平成4年）、劇団銅鑼による『センポ・スギハァラ』（平石耕一作）の連続公演始まる。
- 2006年（平成18年）2月24日、一柳慧によるオペラ『愛の白夜』が、神奈川県民ホール30周年を記念して上演。
- 2007年（平成19年）、水澤心吾による一人芝居『決断 命のビザ 〜SEMPO杉原千畝物語〜』が初演。日本国内外でのロングラン公演が始まる[321][322][323]。
- 2008年（平成20年）4月4日、吉川晃司の千畝役で、『SE・M・PO -- 日本のシンドラー 杉原千畝物語』が新国立劇場で上演（吉川晃司の他に、森奈みはる、井料瑠美等が出演し、中島みゆきが舞台作品としては初めて書き下ろしの楽曲を提供）。12月10日、水澤心吾による一人芝居『決断・命のビザ SEMPO 杉原千畝物語』がカーネギーホールで上演され、米国国連協会「エレノア・ルーズベルト賞」を受賞。
- 2009年（平成21年）9月、八百津町の「杉原千畝記念館」開館10周年記念行事として、八百津小学校の生徒たちによる児童劇『メノラの灯』が上演される。
- 2013年（平成23年）9月、ミュージカル『SEMPO -- 日本のシンドラー 杉原千畝物語』が新国立劇場で一部キャストを入れ替え再演される。
- 2014年（平成26年）、権代敦彦が作曲した、リトアニア語のオラトリオ『桜の記憶』が、1月にカウナスで上演[324]。国営文化TVがリトアニア全土で生放送。
- 2015年（平成27年）7月26日、「在野精神」（学問の独立）を基本理念の一つにする早稲田大学から官に入り、官の中にあって在野精神を貫いた杉原千畝を称える創作オペラ「杉原千畝物語 オペラ 人道の桜」（安藤由布樹作曲）が早稲田大学大隈講堂にて上演、杉原千畝研究会主催[325]。
- 2016年（平成28年）2月、水澤心吾による一人芝居『決断 命のビザ 〜SEMPO杉原千畝物語〜』がビリニュスとカウナスにて上演[326]。

### 映像作品
ドキュメンタリー番組
- 『運命をわけた1枚のビザ―4500人のユダヤ人を救った日本人』（1983年9月23日、フジテレビ、杉原千畝本人、杉原幸子夫人等出演、レポーター木元教子）
- 『NHKスペシャル 「日本への脱出〜ユダヤ人1万キロの旅〜」』（1990年8月14日、NHK）
- 『知ってるつもり?!』（1991年7月7日、日本テレビ）
- 『その時歴史が動いた「6000人の命を救った外交官 杉原千畝 ビザ大量発行決断の時」』（2001年2月17日、NHK）
- 『杉原千畝を繋いだ命の物語 ユダヤ人と日本人 過去と未来』（2016年、イギリス・日本、監督：梶岡潤一）
- 『NHKスペシャル 「祖父はユダヤ人を救った～ガザ攻撃と“命のビザ”～」』（2024年9月28日、NHK）

テレビドラマ
- 『命のビザ』（1992年12月18日、フジテレビ、演：加藤剛、原作：杉原幸子『六千人の命のビザ[155]』）[327]
- 『日本のシンドラー杉原千畝物語 六千人の命のビザ』（2005年10月11日、読売テレビ、演：反町隆史）

映画
- 『ビザと美徳（英語版）』（1998年、アメリカ、演：クリス・タシマ（英語版）、第70回アカデミー賞アカデミー短編映画賞作品）
- 『杉原千畝 スギハラチウネ』（2015年、日本、演：唐沢寿明）

クイズ番組
- 『日立 世界・ふしぎ発見!』（TBS、2000年9月2日「リトアニア 自由への脱出」、2015年7月4日「6000人の命のビザ　杉原千畝 もうひとつの真実」）

### 音楽
- サヴァタージ『Chance』 1994年リリースのアルバム「ハンドフル・オブ・レイン」収録。

## 顕彰施設

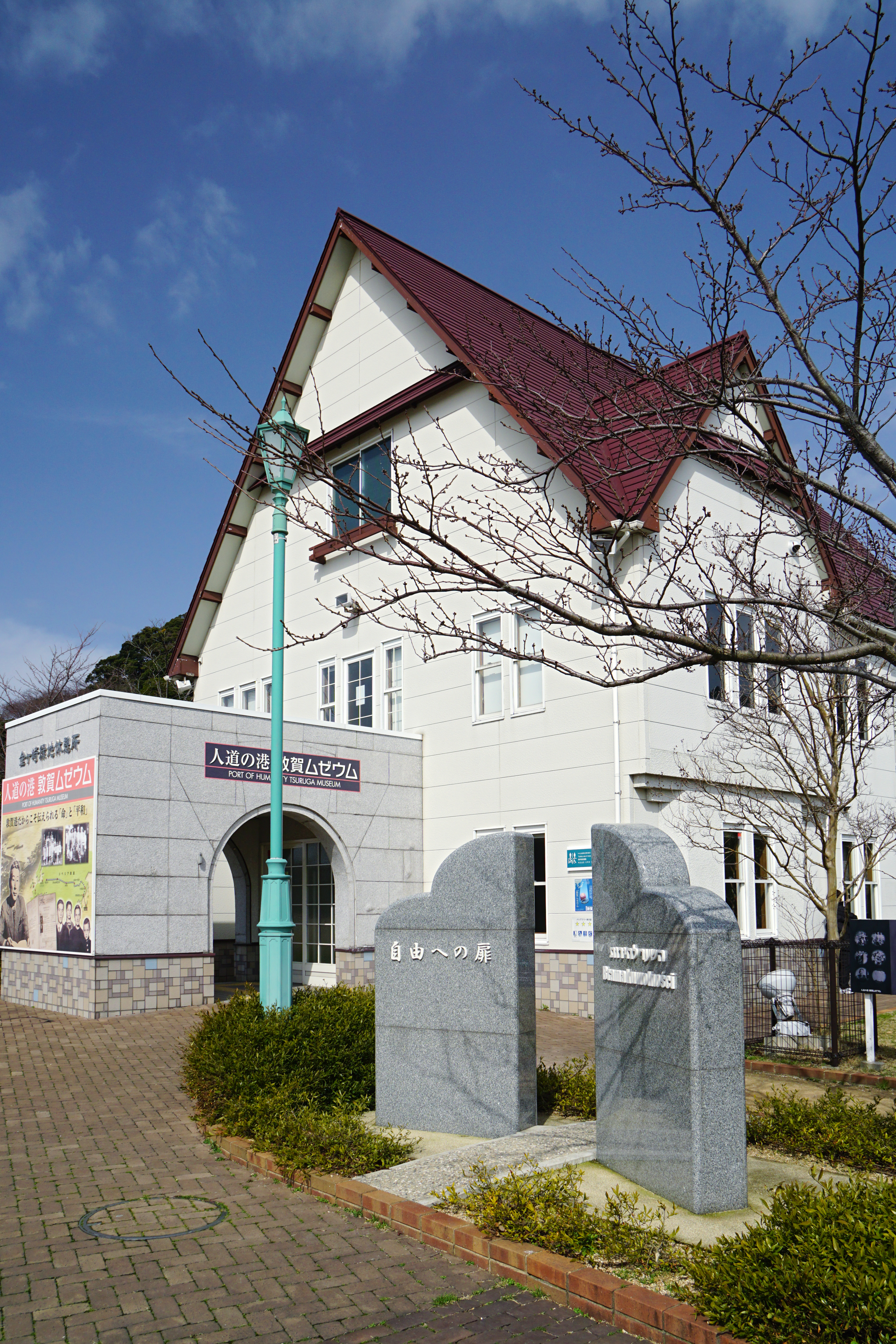
人道の港敦賀ムゼウム

- 人道の港 敦賀ムゼウム - 「命のビザ」の舞台となった敦賀港・金ヶ崎緑地にある資料館
- 人道の丘公園と杉原千畝記念館 - 岐阜県八百津町に設立された。
- 名古屋市立平和小学校ちうねチャイム - 卒業生である杉原千畝の生誕100年を記念し2000年11月18日に設置された。
- 杉原千畝広場センポ・スギハラ・メモリアル - 杉原の母校である名古屋の旧制愛知五中（現在の瑞陵高校）に設立・公開
- 杉原千畝Sempo Museum-NPO杉原千畝命のビザ主催の新資料館。2019年3月23日に東京の八重洲に開館。2021年9月30日、八重洲2丁目中地区再開発事業の為、閉館。
- 「命のビザ・杉原千畝夫妻顕彰会」（長興寺住職：松下宗柏代表）が千畝の生誕120年、命のビザの発給80年を記念し、杉原千畝・幸子夫妻をたたえる顕彰碑を幸子夫人の出身地である沼津市の港口公園に建立。
- 名古屋市立瑞穂ヶ丘中学杉原千畝の少年像 - 杉原が通った名古屋の当時の愛知五中の遺構が残る、現在の名古屋市立瑞穂ヶ丘中学に設置。

## 商標登録
2019年（平成31年）1月18日に「杉原千畝」の商標が特許庁に認められたが、同年4月10日に特定非営利活動法人杉原千畝命のビザらにより異議申し立てがなされている。杉原千畝は歴史上の人物であり、「本件商標は、公正な競業秩序を害するものであって、社会公共の利益に反するものであるから、商標法第4条第1項第7号に該当しない」と出願は却下された。